# 都営バス深川営業所

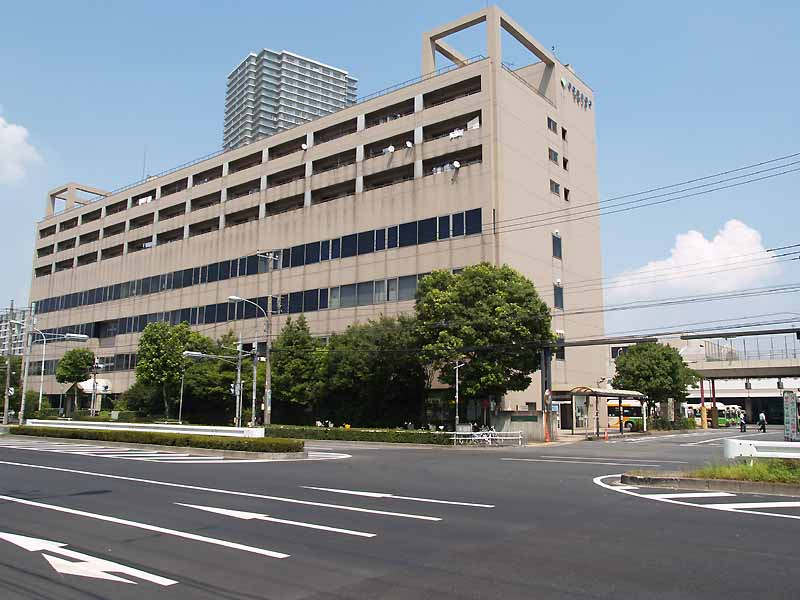
東雲庁舎（2007年8月20日）

都営バス深川自動車営業所（とえいバスふかがわじどうしゃえいぎょうしょ）は、東京都江東区東雲に所在する東京都交通局（都営バス）の営業所。営業所記号は「S」。
所在地の江東区を中心に、中央区、墨田区、千代田区などを運行するバス路線を所管するほか、江東区コミュニティバス「しおかぜ」を運行受託している。
最寄りバス停留所は「深川車庫前」。営業所内には東京都交通局の職員研修所と職員住宅「東雲寮」、都営バスの車両整備工場がある。所属車両のナンバープレートは、2020年5月11日までの導入車両および他営業所からの転入車両は足立ナンバー、2020年5月11日以降の導入車両および他営業所からの転入車両は江東ナンバーである。

## 概要
当営業所の前身は、東陽町駅至近にある東陽操車所の向かい、現在都営アパートの建つ場所にあった洲崎営業所である。戦中いったん廃止されたものの、戦後に都営バス江東営業所の分車庫として営業を再開、1949年には営業所として独立した。当時は、19（→東19→門19）、26（→秋26）、27（→東21系統）の3系統を担当していた。その後、26系統は江東、そして葛西（現・江戸川）を経て臨海へと移管されたが、33系統（→業10系統）、61系統（→東15系統）が相次いで開業したことにより、管轄する路線は東雲、豊洲地区へと延びることとなった。
以上のように、豊洲や東雲地区に路線が延びたことにより、1961年には東雲分車庫を開設した。しかし需要が拡大していくことにより、洲崎営業所の土地は狭小となり、このため1968年、東雲分車庫とあわせて東雲鋼材置場に深川営業所を新設することとなった。当時の地図を見ると周りは野原であったが、鉄鋼団地や辰巳団地など工業・住宅の両面から発展を遂げることとなり、これらの地域への旅客輸送を担うこととなった。
しかし、1988年の有楽町線新木場駅開業により、豊洲や辰巳地区における路線バスの優位性は崩れ、橋14、東18両系統が廃止、門19系統も再編された一方、都市新バスの都05系統が設定された。
平成に入ると、東京都交通局の芝浦にあった研修所を当地に移すこととなり、あわせて営業所も若干北方に移動して新たに東雲庁舎が完成した。この際に当営業所は整備工場などが併設されたため、都営バス全営業所の車両の整備も行うこととなり、都営バスの中で中心的な役割を果たす営業所となった。また、13号地と呼ばれたお台場地区の埋立地開発が進むとともに、この方面への路線が積極的に新設されることとなった。
その後、大江戸線やりんかい線の開業による再編、および営業所間での路線の移管が行われたため、当営業所は主に江東区・中央区南部の路線を所管する営業所となった。
近隣には東北急行バス東京営業所があるほか、京成バスの高速バス折返基地である東雲車庫もある。東京ビッグサイトや晴海埠頭など、都営バスの臨時便が運行される対象のイベントを開催する主要地と発着地が近いことや、総合整備施設があることから、他所の車が入庫していることもある。そのため一つの車庫としては最も収容台数が多く、約180台の収容力がある。
南側の敷地は、稀に、隣接する「A PIT AUTOBACS SHINONOME」（旧スーパーオートバックス東京ベイ東雲）の利用者用の駐車場に使われることがある。

## 沿革
- 1942年（昭和17年）2月1日：東京市内の路面交通事業統合により、江東区東陽町に洲崎自動車営業所を開設。
- 1944年（昭和19年）3月28日：太平洋戦争激化により洲崎営業所を廃止、江東営業所に吸収される。
- 1947年（昭和22年）8月5日：江東営業所洲崎分車庫として再開。
- 1949年（昭和24年）3月18日：洲崎営業所として昇格。
- 1960年（昭和35年）10月1日 ：江東区東雲の局有地に東雲操車所を開設する。
- 1961年（昭和36年）1月1日 ：東雲操車所を東雲分車庫に昇格。
- 1968年（昭和43年）5月25日 ：洲崎営業所と東雲分車庫を統合のうえ江東区東雲に移転、深川自動車営業所に改称。同時に洲崎営業所の跡地に東陽操車所を開設する。
- 1972年（昭和47年）11月：ハイブリッドバスの試験運行を初めて実施。
- 1979年（昭和54年）4月1日：豊住操車所を開設する。
- 1991年（平成3年）
  - 6月：東雲庁舎が竣工。
  - 7月：東雲庁舎に港区芝浦から自動車整備工場と職員研修所が移転。
- 1992年（平成4年）3月20日：中央区より「銀ブラバス」の運行を委託し、営業を開始。
- 1994年（平成6年）：CNGバス導入と同時に、CNG充填設備新設。
- 1999年（平成11年）：CNGノンステップバスの導入を開始。
- 2003年（平成15年）8月：燃料電池バスの試験運行を海01・東16系統で開始。
- 2004年（平成16年）
  - 3月31日：木11甲系統の短縮に伴い豊住操車所を廃止。
  - 12月：燃料電池バス試験運行終了。
- 2005年（平成17年）11月1日：江東区コミュニティバス「しおかぜ」正式運行開始、深川営業所が運行受託開始[3]。
- 2009年（平成21年）
  - 4月13日：IPT（非接触給電）ハイブリッド車の試験運行を都05系統にて実施。
  - 4月24日：IPTハイブリッド車、試験運行終了。
- 2011年（平成23年）12月：IPTハイブリッド車を再運行（S-W777）。車体デザインを大幅に変えた試験車として東京モーターショー期間に運用。
- 2022年（令和4年）4月1日：海01系統の共管を解消、有明営業所単独運行となる。

## 現行路線
以下の一般路線の他、国展系統（東京ビッグサイト臨時便）も受け持っている。

### 豊洲01系統
- 豊洲01：豊洲駅 → キャナルコート2街区 → 豊洲駅（循環、平日朝夕のみ運行）

元々存在した豊洲駅 → 豊洲一丁目公園 → 豊洲駅の循環路線のAL02系統から東雲の再開発（東雲キャナルコートの完成）により運行経路の変更を行い、AL02系統と入れ替わる形で2004年4月1日に試行運行として登場したのがこの豊洲01系統である。8の字型循環の運行で、豊洲駅を出て豊洲一丁目公園方面を回ったのち豊洲駅に戻り、今度はキャナルコート方面を回って再度豊洲駅に戻るルートを取っていた。
運賃はAL02系統が大人100円だったのに対し、豊洲01系統は一般路線と同じ200円（当時）となったが、このタイミングで豊洲01系統だけで利用できる系統指定定期券が登場した。この定期券は路線誕生から20年以上たった今も現存する。
2025年4月改正で豊洲一丁目公園方面のルート（かつてのAL02系統区間）が廃止され、キャナルコート方面のみに短縮された。

### 都05系統（グリーンアローズ）・深夜13系統

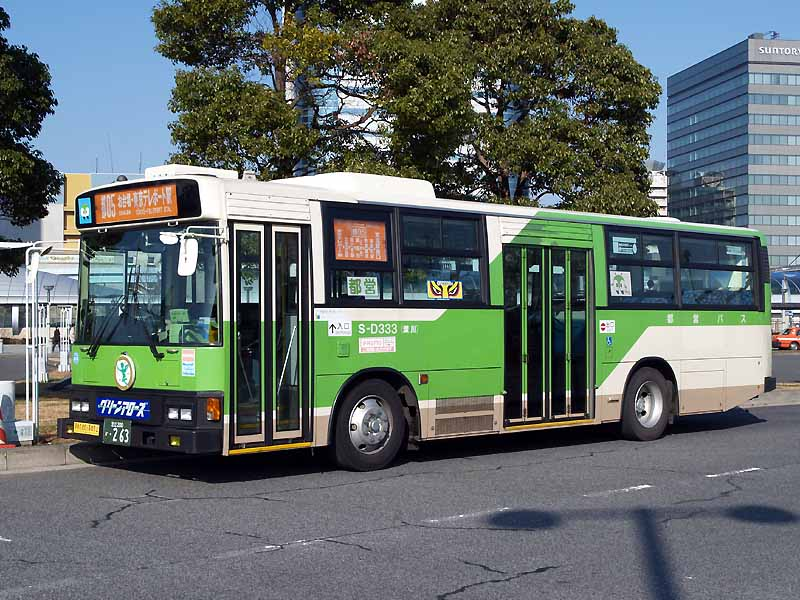
都05 (S-D333)

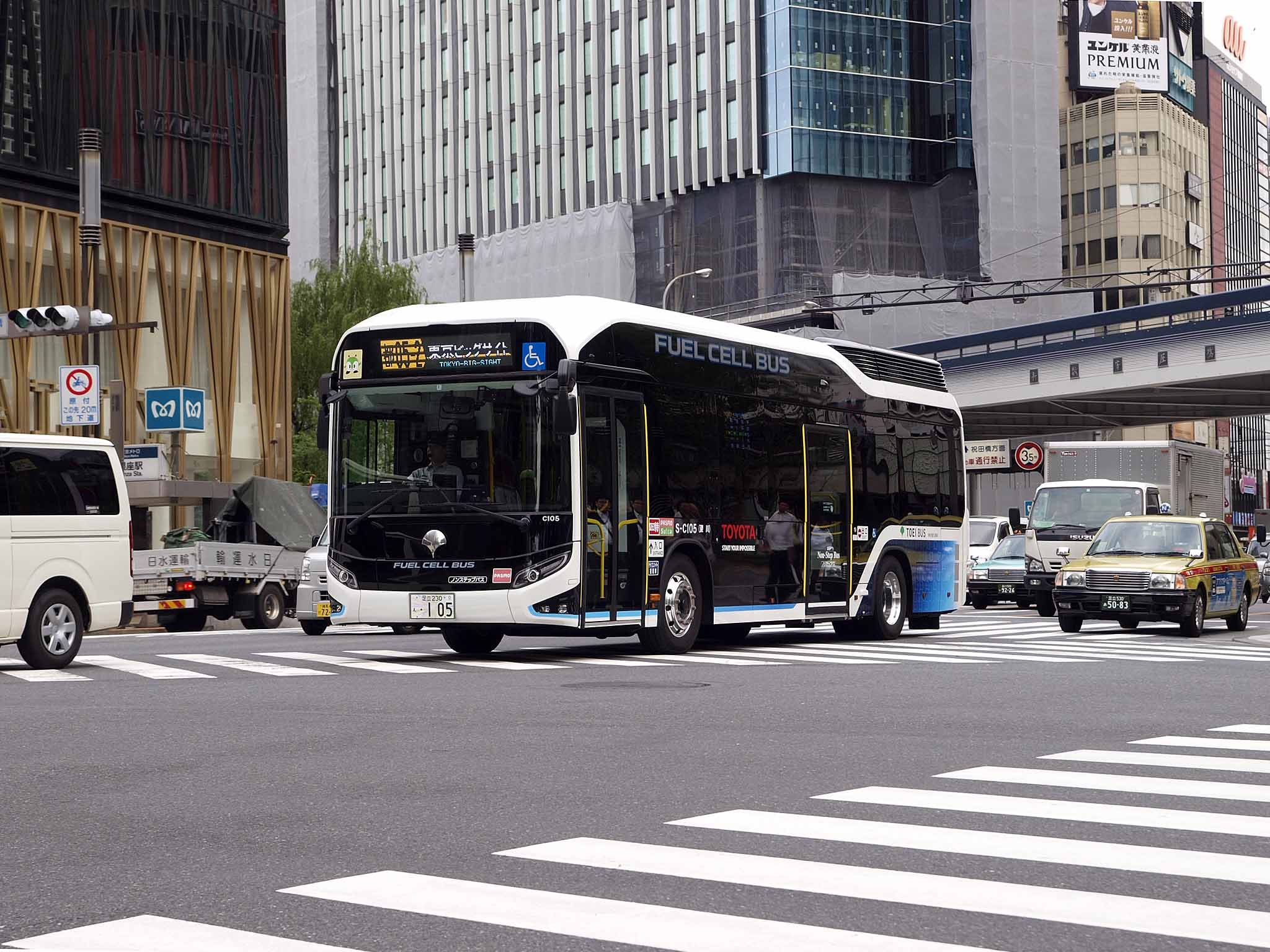
燃料電池バスの実証運行が行われる都05-2系統 (S-C105)

- （銀71折返→）都05-1：東京駅丸の内南口 - 有楽町駅 - 銀座四丁目 - 築地  - 勝どき駅 - 晴海埠頭[7] (※平日朝夕のみ有楽町駅 → 晴海埠頭の区間便あり)
- 都05-1出入：東京駅丸の内南口 - 有楽町駅 - 銀座四丁目 - 勝どき駅 - 晴海三丁目 - 豊洲駅 - 東雲都橋 - 深川車庫
- 都05-1出入：東京駅丸の内南口 → 有楽町駅 → 銀座四丁目 → 勝どき駅 → 晴海三丁目 → 豊洲駅 （平日最終便のみ）
- 都05-1出入：深川車庫 → 東雲都橋 → 豊洲駅 → 晴海三丁目 → 晴海埠頭（平日・土曜のみ）
- 都05-2：東京駅丸の内南口 - 有楽町駅 - 銀座四丁目 - 築地 - 勝どき駅 - 新豊洲駅 - 有明小中学校前 - 有明テニスの森 - 武蔵野大学 - 東京ビッグサイト[7]
- 都05-2：東京駅丸の内南口 - 有楽町駅 - 銀座四丁目 - 勝どき駅 - 新豊洲駅 - 有明小中学校前 - 有明ガーデン
- 深夜13：東京駅丸の内南口 - 銀座四丁目 - 築地 - 勝どき駅 - 新豊洲駅 - 有明小中学校 - 有明テニスの森 - 有明一丁目
  - 1988年（昭和63年）6月8日：開業。[8]
  - 1989年（平成元年）6月19日：深夜05系統（東京駅丸の内南口 - 豊洲駅 - 深川車庫）が開業する[9]。それに併せて、都05系統として東京駅丸の内南口 - 豊洲駅間の運行を行う。[要出典]
  - 2007年（平成19年）3月26日：土曜・休日の日中に限り東京駅丸の内南口 - 有明テニスの森 - 東京テレポート駅間の運行を開始する[10]。
  - 2013年（平成25年）4月1日：土曜・休日のみ運行していた東京テレポート発着の系統を廃止し、東京ビッグサイト発着の系統（毎日運行）を新設[11]。
  - 2017年（平成29年）4月1日 深夜13系統の運行を開始[12]

都05系統は、東京駅と晴海埠頭を有楽町駅、銀座を経由して結ぶ。主に晴海通りを走行し、東京BRT晴海・豊洲ルート、選手村ルートと並行する。
都05系統の前身に当たる路線は、新宿駅と晴海埠頭を結んでいた銀71系統の折返し便である。なお、この当時の東京駅と晴海埠頭を結ぶ運行路線は、一旦、銀71系統の都市新バス化（都03系統）の際に廃止された。その後、営団有楽町線（当時）の新富町駅 - 新木場駅の開業に伴う路線見直しの際に、東京駅丸の内南口と晴海埠頭を結ぶ路線として、都05系統の系統番号が与えられ、新たに開業した。なお、同年3月に設定されていた都03・都04系統とともにグリーンアローズの愛称が与えられた。
2007年3月には、土曜休日の日中に限り晴海三丁目から新たに開通した晴海大橋等を経由して、お台場地区を結ぶ東京テレポート駅発着便の運行を開始した。
2013年4月1日には、東京テレポート駅発着便を廃止し、新たに全日ともに運行する東京ビッグサイト発着便を新設した。なお、この際、従来設置されていなかった「新豊洲駅前」と「かえつ有明中高前」（現在の名称は「有明小中学校前」）停留所を新設した。
2017年3月21日より、都05丙系統（2017年4月1日からは都05-2系統に系統番号を変更）にて燃料電池バス「トヨタFCバス」による運行を開始している。このFCバスについては、東京都交通局公式サイトにて運行状況が公開されている。また、同年4月1日より「ミッドナイト25」（深夜バス）の深夜13系統を東京駅～有明一丁目間で運行開始。
深夜13系統については2024年問題による労働時間の規制の影響で縮小傾向であり、2025年3月31日の改正で往復運転だったのが東京駅→有明一丁目の片道運転となり、逆方向は運転休止となった。残った東京駅→有明一丁目も同改正で4本から3本に減便の上終車繰り上げとなっている。
近年、都05-2系統では沿線の新豊洲や有明地区に大規模イベント施設が多数開業し、イベントの開催数も増え、混雑により乗車できないケースが発生している。2023年4月1日からは毎日5往復増便となったがそれでも足りておらず、有明アリーナやチームラボ豊洲では来場に当系統など路線バスの利用を控えるように告知している。勝どき駅前停留所では混雑時に東16系統や東京BRTを代替利用するように案内掲示がされている。2023年8月1日には臨時便ではあるが勝どき駅→有明一丁目の区間便が有明営業所の担当で運行されるようになった、平日土曜に4本、休日2本の運転で、都04系統の入庫を活用している。臨時便ではあるが、当面は運行とされている。更なる対策として、同年8月16日より追加で13～14往復増便（代わりに都05-1を18～19往復減便）。同時にダイヤ改正も行われ、平日11往復、土曜12往復、日曜14往復の増便となった。同年10月7日の改正で更に毎日8往復増便となり、これをもって2023年4月の改正から1日あたり40往復近く増便されたことになる。
都05-2系統の本数の変遷を以下に示す。なお、全日で有明ガーデン行きが4往復設定されていること、カッコ内は有明一丁目止まりの本数であること、カッコなしの数字はそれらも含めた東京駅発の本数であることに留意されたい。
| 都05-2系統      | 平日    | 土曜    | 日曜    | 備考                                 |
| --------------- | ------- | ------- | ------- | ------------------------------------ |
| - 2023年4月1日  | 74(10)  | 65(5)   | 60(5)   |                                      |
| 2023年4月1日 -  | 79(10)  | 70(5)   | 65(5)   |                                      |
| 2023年8月1日 -  | 79(10)  | 70(5)   | 65(5)   | 勝どき駅→有明一丁目で臨時便運転開始  |
| 2023年8月16日 - | 93(13)  | 83(11)  | 78(12)  |                                      |
| 2024年4月1日 -  | 104(15) | 95(16)  | 92(13)  | 休日始発繰り上げ、土休日最終繰り下げ |
| 2024年10月5日 - | 112(17) | 103(15) | 100(15) |                                      |
| 2025年4月1日 -  | 112(17) | 103(15) | 100(15) | 平日最終繰り上げ                     |

しかしこれでも有明アリーナにおけるライブ開催時や東京ビッグサイトにおける催事開催時は満員になることもあり、利用者からは苦情も多い。
また、都05-1系統についても都05-2系統の混雑の悪化やHARUMI FLAGの街開きを受けて様々な変更が加えられた。東京駅付近の渋滞対策の観点から、平日朝夕に限り有楽町駅 → 晴海埠頭間の区間便も2024年4月1日改正で新設された。(※東京駅丸の内南口→有楽町駅は回送で送り込み)。同時にダイヤ改正も行われ、平日20往復、土曜24往復、休日22往復と大幅に増便された。これは晴海埠頭の選手村跡地に開発されたHARUMI FLAGの街開きの対応も兼ねている。2024年5月2日改正で有楽町駅始発は廃止、同7日より東京駅ののりばについて都05-1のみ丸の内南口広場への乗り入れを廃止し、経路上に新設された専用のりば（7番）での発着に変更した。

### 業10系統
- （33→）業10：とうきょうスカイツリー駅 - 菊川駅 - 木場駅前 - 豊洲駅 -（←勝どき駅）- 銀座四丁目 - 新橋
- 業10：とうきょうスカイツリー駅 - 菊川駅- 木場駅 - 豊洲駅 - 深川車庫
- 業10：とうきょうスカイツリー駅 - 菊川駅 - 木場駅
- 業10：菊川駅 → 木場駅 → 豊洲駅 → 銀座四丁目 → 新橋（平日朝のみ）
- 業10：木場駅 → 豊洲駅 → 銀座四丁目 → 新橋（朝のみ）
- 業10：勝どき駅 → 豊洲駅 → 木場駅 → 菊川駅 → とうきょうスカイツリー駅（初便のみ）
- 業10：深川車庫 - 東雲都橋 - 豊洲駅 -（←勝どき駅）- 銀座四丁目 - 新橋

深川車庫発新橋行きの初便（深川車庫6:21発）のみ東雲都橋非経由である。
中央区晴海・江東区深川地域・墨田区本所地域の地域輸送、深川地域・本所地域から東京都現代美術館や東京スカイツリータウンへのアクセス輸送、都営地下鉄大江戸線・東京メトロ有楽町線・ゆりかもめ東京臨海新交通臨海線・東京メトロ東西線・都営地下鉄新宿線を結ぶ鉄道短絡輸送などを担う。また、東京駅・門前仲町・台場・両国・錦糸町・浅草・向島方面などへ向かう都営バス各路線と多く接続しているのも特徴である。2012年に起点である業平橋駅前がとうきょうスカイツリー駅前に改称されたが、系統名には引き続き「業」の字が使用されている。
以前33系統（新橋 - 銀座4丁目 - 豊洲埠頭 - 木場駅 - 菊川3丁目 - 緑町3丁目 - 業平橋駅 - 千束2丁目 - 日暮里駅）として運行されており、業平橋駅（現・とうきょうスカイツリー駅）以遠に通じていた。現在は、新橋を起点とし、銀座四丁目、豊洲駅、木場駅を経由してとうきょうスカイツリー駅までを結ぶ路線と、新橋・とうきょうスカイツリー駅からの深川車庫への出入庫路線からなる系統である。運行系統は新橋 - とうきょうスカイツリー駅間が中心となるが、新橋・とうきょうスカイツリー駅から途中の豊洲駅を介して深川車庫への出入庫路線（豊洲駅と深川車庫の間の経路が2通り存在）や、途中の菊川駅・木場駅・勝どき駅折り返しなど多種に渡る運行区間を持つ。
本路線の起点となっている「新橋」は、他の新橋駅前乗り入れ系統と異なり、唯一停留所名に駅が付かない。これは、通常使用している乗り場（始発 - 20時）が駅前のバスターミナルではなく、外堀通りを挟んだ北側の路地裏にある事による。
20時以降は、数寄屋橋交差点における右折禁止解除に伴う渋滞の可能性から、新橋 - 銀座四丁目間で通常の銀座西六丁目経由（外堀通り経由）ではなく、銀座六丁目経由（中央通り経由、かつての橋86系統と同じ）に経路変更して運行される。この時間帯は、新橋の停留所が駅前にある市01系統の場所へ変更となる。また、毎年5月の「銀座柳まつり」開催時も、このルートへの経路変更が行われる。
1942年に戦時の交通統制により市が継承した城東乗合自動車の路線をベースとしている。城東乗合は1932年時点で木場町（電停） - 緑町三丁目 - 観音裏 - 上根岸間のわずか1路線を有していた会社である。その後、都営となった当初も大きな変化はなく、33系統（木場三丁目 - 日暮里駅）で運行していた。1953年には新橋 - 木場三丁目間が開設され、本路線の基礎となる区間がこの時点で全線開通となる。1963年に33系統は、新橋 - 業平橋駅間と12系統（晴海埠頭 - 日暮里駅）に分割され、33系統はその後も一部区間で経路変更や区間便の廃止新設などが行われるものの、目立った動きは多くなかった（78系統は里12と改番され運行を続け、1976年に廃止された）。
1988年に廃止された東18系統の代替的路線として、業10乙系統（新橋 - 月島駅）の運転を開始した。有楽町線全通後は早朝のみの運行でかつ路線案内にも記述されない路線となり、2003年に廃止された。1999年には業平橋駅から深川車庫への出入庫路線を毎日1往復東京ビッグサイトに延長する。ダイヤは催事に合わせた形になっているものの、一般客への認知度が低い状態が続いていたため、2007年に深川車庫止まりへと戻された。
東京マラソン開催に伴う交通規制時は、長らくの間枝川までの短縮運転を実施していたが、2017年度からルート再編により豊洲エリアの交通規制が全体的に廃止されたことに伴い、銀座周辺の迂回運行に規模が縮小された。
2025年（令和7年）2月1日より、「晴海一丁目」停留所（新橋方面）が月島運動場交差点の交通規制により月島第三小学校北側から晴海通り沿いの停留所（錦13・東15で利用している既設停留所）に移設された。

### 木11甲系統
- 木11甲：木場駅 - 東陽町駅 - 夢の島 - 新木場駅 → 東京ヘリポート → 南千石橋 → 新木場駅
- 木11甲：東陽町駅 - 夢の島 - 新木場駅
- 木11甲：新木場駅 → 東京ヘリポート → 南千石橋 → 新木場駅
- 木11甲（折返・平日）：東陽町駅 - 夢の島 - 新木場駅 -（←南千石橋/東京ヘリポート→）- 若洲ゴルフリンクス - 若洲中央 - 若洲キャンプ場
- 木11甲（折返・休日）：東陽町駅 - 夢の島 - 新木場駅 -（←南千石橋/東京ヘリポート→）- 若洲ゴルフリンクス - 若洲キャンプ場
- 木11甲（折返・平日）：新木場駅 -（←南千石橋/東京ヘリポート→）- 若洲ゴルフリンクス - 若洲中央 - 若洲キャンプ場
- 木11甲（折返・休日）：新木場駅 -（←南千石橋/東京ヘリポート→）- 若洲ゴルフリンクス - 若洲キャンプ場

東陽町駅から工場などの多い新木場周辺を結ぶ系統である。当初は、新木場にはまだ木場から木材工場が移転してきたのみで、利用客が殆どいない状態だったため、大赤字が続いた。しかし、新木場周辺は京葉線や有楽町線がまだ通っておらず、交通アクセスが非常に悪かったため、港湾局から補助金を受ける事で存続していた。
その後、新木場への工場などの集積などもあり、徐々に利用客は増えていく。また、夢の島や若洲などの公園整備などによりこれらへ向かう人々の利用も発生した。その後、京葉線などの開通があったものの、京葉線の東京駅はホーム立地があまりよくないため、新木場方面へは東西線と本路線を利用したルートも利用客は多いようである。かつては東陽七丁目発着であったが、木場駅発着に短縮されている。
ダイヤとしては、基本的に東陽町駅発がメイン。木場駅発着は主に出入用となっている（木場駅前で折り返せないため）。そのため、全日とも木場駅前行きが特定の時間帯に連続で来る形となっている。本線はメインの新木場循環や、途中で分岐し若洲キャンプ場へ行き、折り返して再び循環部分の後半に入る運用のほか、終車間際にヘリポート方面を循環しない新木場駅行きの運行があり、明治通り沿線の通勤に特化した運行形態を採っている。また、この系統の東千石橋付近に有楽町線の和光検車区新木場分室があり、イベントが同区で行われるとこの路線がアクセス路線となるため、新木場循環の部分のみを運行する臨時便が運行される事が多く、普段の休日は閑散としている循環部分が満員となる。
このほか木11乙系統（東陽町駅 - 潮見駅）も存在するが、これは臨海支所の管轄である。

### 陽12系統
- 陽12-1：東陽町駅 - 深川第八中学校南 - 塩浜二丁目 - 枝川 - 豊洲駅 - 昭和大学江東豊洲病院
- 陽12-2：東陽町駅 - 深川第八中学校南 - 塩浜二丁目 - 枝川 - 豊洲駅 - 新豊洲駅 - 市場前駅 - 豊洲市場（平日・土曜運行）
- 陽12-2：東陽町駅 - 深川第八中学校南 - 塩浜二丁目 - 枝川 - 豊洲駅 - 新豊洲駅 - 市場前駅 - ※水産仲卸棟 - 豊洲市場（平日・土曜朝のみ運行）※水産仲卸棟経由は9時台まで
- 陽12-2：東陽町駅 - 深川第八中学校南 - 塩浜二丁目 - 枝川 - 豊洲駅 - 新豊洲駅 - 市場前駅（夜間及び豊洲市場の休業日の運行）
- 陽12-3：東陽町駅 - 深川第八中学校南 - 塩浜二丁目 - 枝川 - 豊洲駅 - 新豊洲駅 - 市場前駅 - お台場海浜公園駅 - 東京テレポート駅（土休日のみ運行）

2018年10月11日の豊洲市場開場に伴い新設された。
陽12-1系統はもともと錦13折返系統として2012年4月2日より運行を開始した系統で、運行開始当初は豊洲駅までの運行で、平日朝夕のみ運転であった。東陽町駅は既存停留所を使わず、乗車は東陽町駅前交差点南側の四つ目通り路上、降車は東陽町駅前交差点西側の永代通り路上となる。豊洲駅前停留所はロータリー内に発着し東陽町駅前行は晴海通りを経由して豊洲フロント前で右折しスーパービバホーム手前で再度右折、その後三ツ目通り支線へ左折する。そのため錦13甲系統の豊洲駅前停留所には停車しなかった。2014年3月24日より昭和大学江東豊洲病院まで延伸され、毎日運行となるとともに豊洲駅付近での経路・乗り場変更が行われ、昭和大学江東豊洲病院行きは晴海通り上の門19系統深川車庫方面行きの停留所を使用、東陽町駅行は錦13甲系統と同じ停留所を使用するようになった。2018年10月11日の陽12系統新設に伴い、陽12-1系統に変更された。
陽12-2系統は豊洲市場へのアクセス路線としての位置付けであり、市場開設日は豊洲市場内のバス停を発着する（朝時間帯のみ水産仲卸棟を経由する）。夜間および市場休業日は市場前駅発着となる。
陽12-3系統は東陽町駅とお台場を結ぶ路線として土休日のみ運行され、市場前駅から先は富士見橋を経由してお台場海浜公園駅に向かう。なお、海01系統とは異なり、東京国際クルーズターミナル駅 - 東京テレポート駅間はテレコムセンター駅を経由せずに直行する。

### 錦13系統
- 錦13甲：錦糸町駅 -（←江東橋 / 住吉駅→）- 東陽三丁目 - 塩浜二丁目 - 枝川 - 豊洲駅 - IHI前 - 晴海三丁目 - 晴海埠頭
- 錦13甲：錦糸町駅 -（←江東橋 / 住吉駅→）- 東陽三丁目 - 塩浜二丁目 - 枝川 - 豊洲駅 - IHI前
- 錦13甲：錦糸町駅 -（←江東橋 / 住吉駅→）- 東陽三丁目 - 塩浜二丁目 - 枝川 - 豊洲駅
- 錦13乙：錦糸町駅 -（←江東橋 / 住吉駅→）- 東陽三丁目 - 塩浜二丁目 - 辰巳駅 - 東雲駅 - 深川車庫
- 錦13出入：晴海埠頭 → 晴海三丁目 → IHI前 → 豊洲駅 → 東雲都橋 → 深川車庫

江東区深川地域の地域輸送やJR総武線・東京メトロ半蔵門線と東京メトロ有楽町線を結ぶ鉄道短絡輸送を担う系統である。当初は75系統を名乗り地名が現在と違っていた(錦糸町駅 - 住吉町1丁目 - 須崎弁天町 - 豊洲 - 貿易センター前）。現在も錦糸町駅前を起点とし、東陽三丁目、豊洲駅を経由して晴海埠頭を結ぶ甲系統と、錦糸町駅を起点とし、辰巳駅経由で深川車庫を結ぶの乙系統の2系統がある。ラッシュ時を中心として、豊洲駅発着やIHI前発着が運行される。開通した当初から、大きな経路変更や路線の延長、短縮は行われていなかったが、地下鉄有楽町線の新木場延伸時に乙系統の辰巳駅（旧、辰巳二丁目） - 深川車庫間は新辰巳橋経由から新末広橋経由に変更され、その後1990年代半ばに錦糸町駅 - 住吉一丁目の晴海・深川車庫方面の経路が江東橋三丁目、江東橋一丁目経由から住吉駅経由に変更された。
2005年7月より江東営業所管轄便が設定されていた時期もあったが、2009年4月1日より再度深川営業所の単独に戻され、江東営業所との共管はわずかな期間で終わった。
錦糸町駅から住吉一丁目の間は経路が錦糸町駅行きと晴海埠頭、深川車庫行きで異なる。錦糸町駅前行きは江東橋を経由し、大門通り→京葉道路の経路を走行するのに対して、晴海埠頭、深川車庫前行きは江東営業所の東22系統などと同様に四ツ目通り→新大橋通りの経路を走行する。
なお、晴海埠頭と深川車庫前との間の出入庫に関しては、入庫系統は錦13出入を名乗るが、出庫系統は都05出入を名乗る。
2025年現在、住吉駅 - 豊洲駅間で東京メトロ有楽町線分岐線が建設中であり、開業後は甲系統の同区間とほぼ同一のルートを通る予定である。

### 東15系統

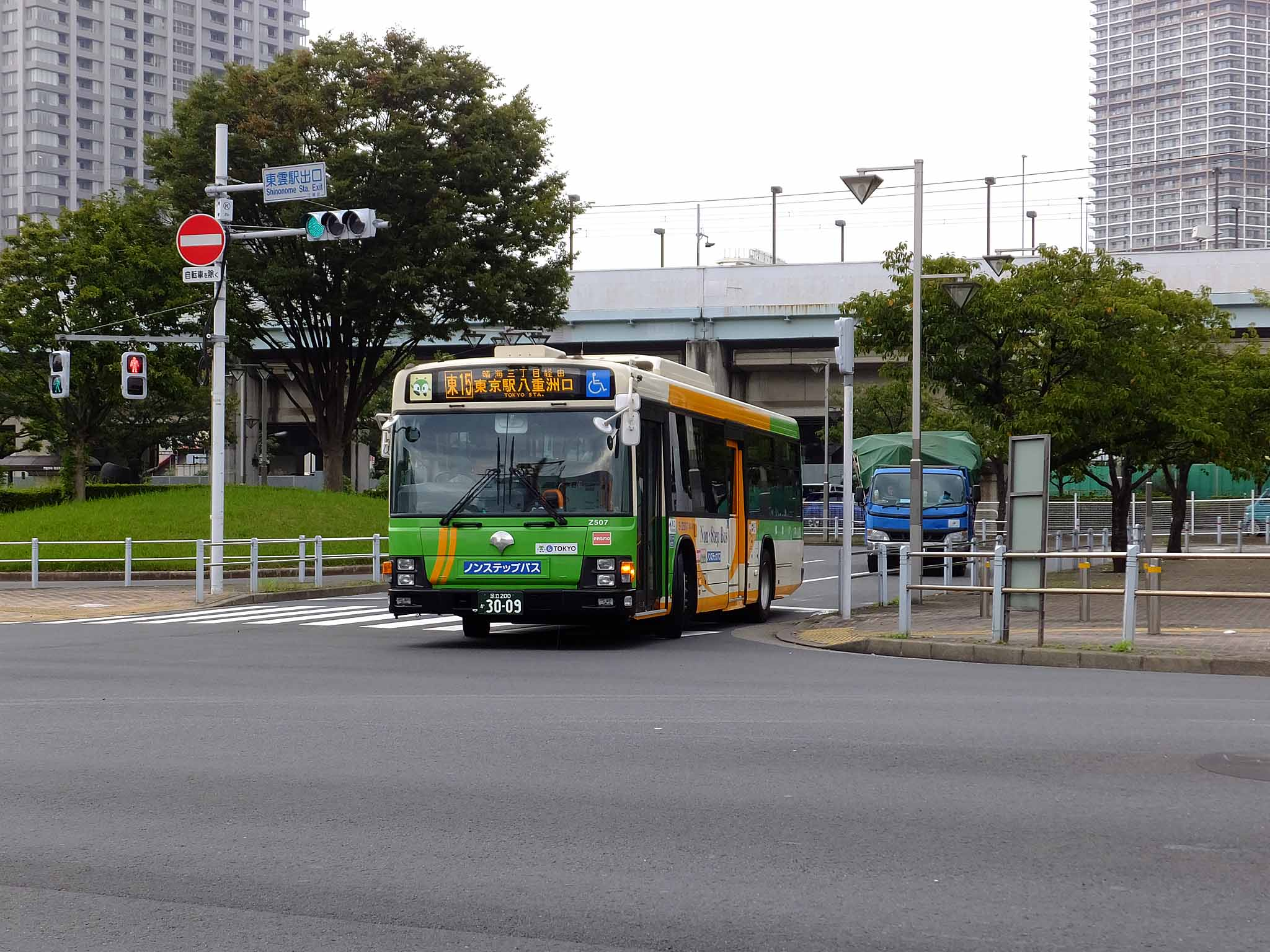
朝に運行される東15の辰巳経由便 (S-Z507)

- 東15：東京駅八重洲口 - 新川 - 聖路加病院 - 勝どき駅 - 豊洲駅 - 東雲都橋 - 深川車庫
- 東15乙：東京駅八重洲口 ← 新川 ← 聖路加病院 ← 勝どき駅 ← 豊洲駅 ← 辰巳駅 ← 東雲駅 ← 深川車庫（平日朝1本のみ）

当初は洲崎営業所が深川営業所として移転する前で、61系統：東雲都橋 - 豊洲埠頭 - 晴海町 - 明石町 - 宝町1丁目 - 東京駅八重洲口間の路線だった。一時期は様々な派生系統を誇ったものの、東16系統の分離や鉄道の新線開業などに伴い、現在に至る。
朝のみ辰巳廻り便（東15丙系統として運行開始、当時の東15乙系統が東16系統に編入されたことにより東15乙系統に変更）が運行されるが、この辰巳経由が有楽町線全通までのルートであり、地下鉄開通で廃止された別路線が経由していた都橋付近の路線消滅を避ける目的で変更された。しかし、朝の通勤時間帯に辰巳団地から東15系統で東京駅方面へ向かう通勤客が多く、住民から復活の要望が多かったため半年後に開通した。こちらは側面方向幕で辰巳駅の部分が水色になっている。

### 東16系統

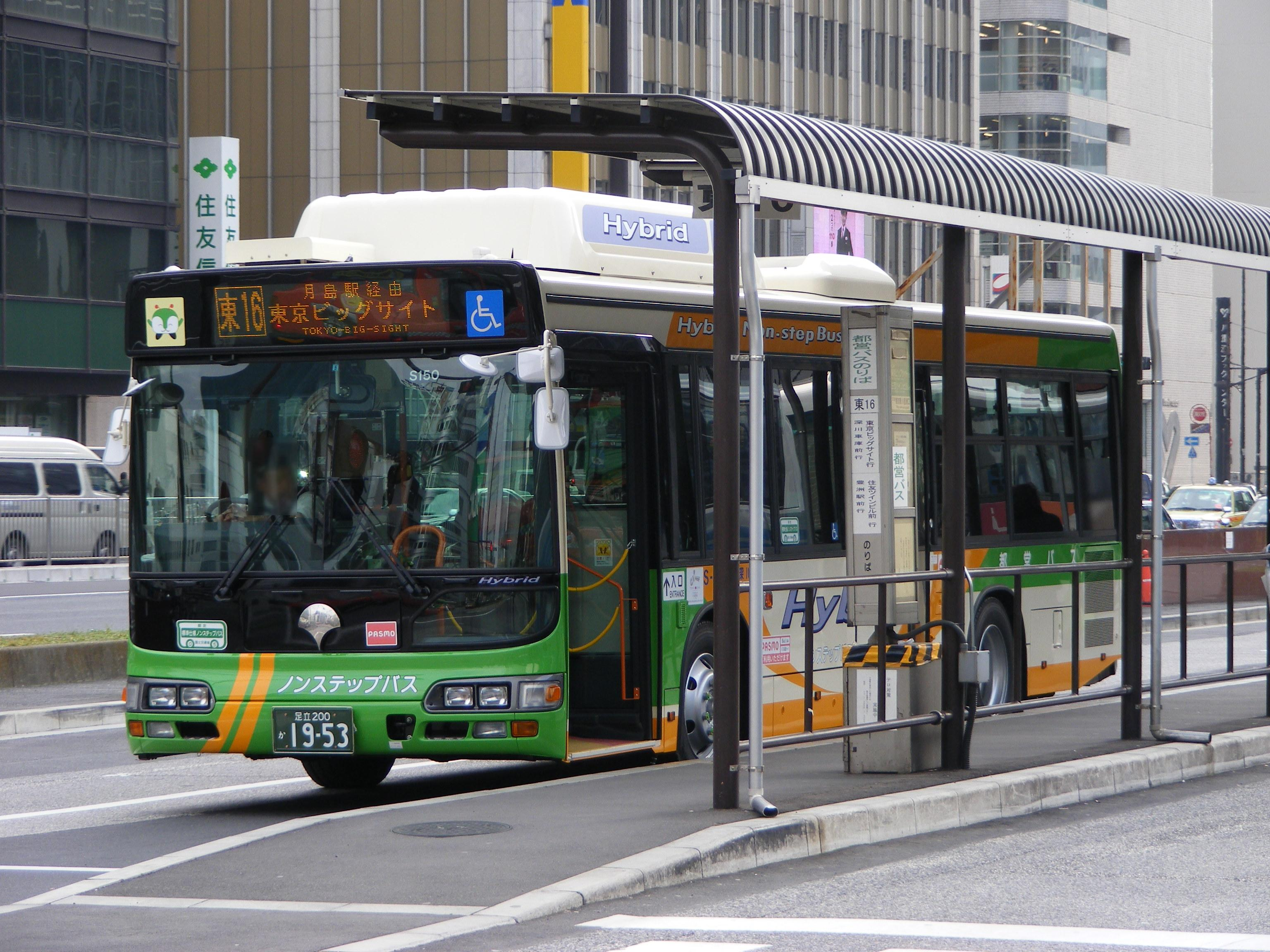
東16 (S-S150)

- 東16：東京駅八重洲口 - (←新川二丁目 / 住友ツインビル→) - 月島駅 - 新月島公園 - 豊洲駅 - 有明小中学校前 - 有明テニスの森 - 武蔵野大学前 - 東京ビッグサイト
- 東16：東京駅八重洲口 - (←新川二丁目 / 住友ツインビル→) - 月島駅 - 新月島公園 - 豊洲駅 - 東雲一丁目 - 深川車庫
- 東16乙：東京駅八重洲口 - (←新川二丁目 / 住友ツインビル→) - 月島駅 - 月島四丁目 - 豊洲駅 - 東雲一丁目 - 深川車庫
- 東16：東京駅八重洲口 - (←新川二丁目 / 住友ツインビル→) - 月島駅 - 豊洲駅
- 東16：東京駅八重洲口 - 住友ツインビル
- 東16折返：東京駅八重洲口 - (←新川二丁目 / 住友ツインビル→) - 月島駅前 - 豊洲駅前 - 有明一丁目

当初は東15乙系統として東京駅八重洲口 - 住友ツインビル間のみの運行であった。その後、八重洲通りの延長上に隅田川を渡る中央大橋が開通したため、豊洲駅経由で深川車庫まで延長、東京駅から月島・豊洲地区へのショートカット路線となった。その後、臨海副都心開発の進捗により、深川車庫より先を東京ビッグサイトまで延長された。これを機に系統番号を東16系統に改めて東京テレポート駅まで延長され、東京駅と有明・お台場地区を直結する路線として発展した。現在の都04系統の前身の旧・東16系統とは無関係。
2003年には東京テレポート駅発着便の経路を従来の深川車庫経由から有明テニスの森・東京ビッグサイト経由に変更させ、東京ビッグサイトに立ち寄る形となり、東京テレポート駅発着便の多くが東京ビッグサイト折り返しに振り替えられた。2007年には都05系統が土曜・休日の日中のみ東京テレポート駅に乗り入れたことに伴い、東京ビッグサイト - 東京テレポート駅間を短縮している。
2012年4月1日に有明一丁目行きの系統が新設された。
2025年（令和7年）2月1日より、「晴海一丁目」停留所（東京駅方面）が月島運動場交差点の交通規制により月島第三小学校北側から晴海通り沿いの停留所（錦13・東15で利用している既設停留所）に移設された。

### 門19系統
- 門19甲：門前仲町 - 豊洲一丁目 - 豊洲駅 - 辰巳駅 - 東雲駅 - 国際展示場駅入口 - 国際展示場駅 - がん研有明病院 - 東京ビッグサイト
- 門19甲：門前仲町 - 豊洲一丁目 - 豊洲駅 - 辰巳駅 - 東雲駅 - 深川車庫
- 門19乙：門前仲町 - 塩浜一丁目 - 枝川 - 豊洲駅 - 辰巳駅 - 東雲駅 - 深川車庫

戦後の1946年に開設された。当初は東京駅丸の内南口から日本橋や門前仲町を経由して豊洲・東雲地区へ運行されていた。その後も膨張を続け、海上公園や豊洲鉄鋼埠頭、有明橋（有明終点）までの様々な路線が東19系統を名乗るようになったが、1976年10月に門前仲町発着に短縮、門19系統となった。1982年12月26日に実施した再編時のダイヤ改正で、海上公園発着の門19丁系統が海01系統へと統合され、豊洲鉄鋼埠頭発着の門19丙系統は廃止され、その代替として門前仲町 - 豊洲埠頭の区間便が一時設定された。後に有明終点発着の門19甲系統も海01系統へ統合されるなどしたため、残った辰巳経由の深川車庫行（門19乙系統）のみが門19系統として残った。
その後2000年12月12日に、海01系統と重複していることや東京駅 - 潮見駅を結んでいた東17系統（急行）が廃止された代替として豊洲一丁目経由に変更され、豊洲一丁目経由が門19甲、塩浜一丁目経由が門19乙になった。そして、2005年春にはがん研究会有明病院への足として昼間の時間帯のみ国際展示場駅発着となった。
現在では、従来の塩浜一丁目・枝川経由の経路で運行されるものは海01系統運行時間外の始発・終発の数本に限られている。塩浜から豊洲に経路変更されて以降、利用客は増加している。また、本路線のみ経由する豊洲一丁目は、この経路変更により朝夕のみ（東17系統のみ停車）から日中も利用できる停留所になった。しかし、大江戸線の開業時に大幅に減便され、日中は1時間に2本に減った。
2013年4月に東京ビッグサイトまで区間延長を行った（入れ替えに海01系統のビッグサイト発着便が廃止）。

### 江東区コミュニティバス「しおかぜ」

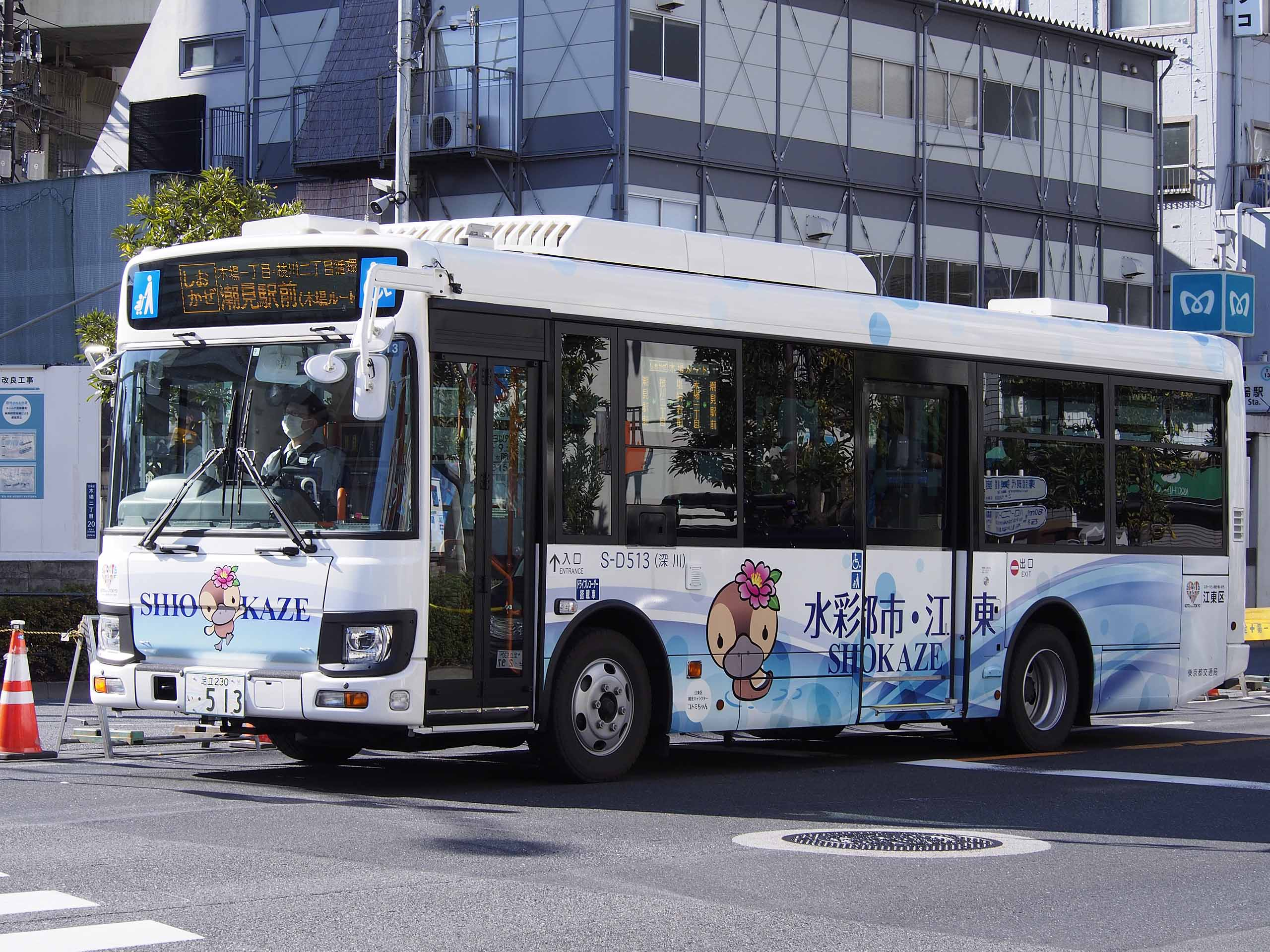
しおかぜ専用車 (S-D513)
2018年に導入された現行車両のいすゞ・エルガミオ（2代目）

- しおかぜ（江東01）：潮見駅前 → 枝川二丁目 → 木場二丁目 → 枝川二丁目 → 潮見駅前 → 港湾住宅 → 辰巳駅前 → 潮見駅前[7]

- しおかぜ（江東01）：潮見駅前 → 枝川二丁目 → 木場二丁目 → 枝川二丁目 → 潮見駅前 → 豊洲駅前 → 昭和大学江東豊洲病院 → 潮見駅前

江東区による路線図では「木場ルート」「辰巳ルート」「豊洲ルート」と表記され色分けされているが、実際には「木場ルート」と「辰巳ルート」または「豊洲ルート」間で通し運行され、潮見駅を2回経由する。
1台の専用車両で循環運行しており、12時台の便は乗務員の食事休憩のためいったん入庫する。
江東区が運行主体となるコミュニティバスである。江東区内南部の交通不便地域の解消を図るとともに、高齢者など交通弱者の交通手段を確保することを目的とする。運行は東京都交通局へ委託し、江東区が運行経費の補助金を支出している。愛称の「しおかぜ」は、江東区が東京湾に面していることから「潮風」に由来する。
潮見駅を起終点として、北側の木場地区と南側の辰巳地区の交通不便地域を循環する。年中無休で運行し、9時から17時までの間、木場ルートは毎時1本程度の頻度で1日9便、辰巳ルートと豊洲ルートがあわせて1日9便を運行する。停留所にはバス停ナンバリングが振られている。
東京都交通局（都営バス）が運行を受託する唯一のコミュニティバスである。なお、過去には都営バス南千住営業所が台東区「めぐりん」を受託していた。
路線沿革
2003年10月20日より、既存の公共交通機関交通では不便な辰巳・潮見・枝川地区で、高齢者など交通弱者の公共交通確保のため、江東区が試験運行を開始したのが始まりである。試験運行期間中は、午前9時台 - 午後4時台まで1日9便の運行で、運賃は100円均一、支払いは現金のみとなっていた。試験運行は2004年1月19日までの3か月間を予定し、試験運行中は都営バス江東営業所が運行を担当していた。
期間中のアンケートや江東区議会での議論などで今後の運行のあり方の検討を行った結果、2005年11月1日より本格運行へ移行した。
本格運行開始に先立ち、2005年7月21日から8月5日にかけて、江東区報などを通じてコミュニティバスの愛称と車体デザインを公募、愛称「しおかぜ」と海の波を描いた日本画（浮世絵）風の車体デザインが決定した。さらに系統番号として「江東01」が付与され、バスの方向幕などには表示がないものの、東京都交通局からのリリースやバス車内の路線図などで使用される。
2024年4月1日に潮見駅〜昭和大学江東豊洲病院を直行する豊洲ルートの実証運行が翌年3月31日までの予定で開始され、辰巳ルートが9回から6回に減便された。
年譜
- 2003年（平成15年）10月20日： 江東区コミュニティバスの試験運行を開始（江東営業所が担当）[28]。
- 2004年（平成16年）1月19日：試験運行を終了[28]。
- 2005年（平成17年）11月1日：本格運行を開始[3]。これに伴い専用車両を導入[3]。
- 2016年（平成28年）
  - 8月5日：初代専用車両（S-N050号車）が交通事故により自走不能となる[32]。以降、代車により運行を継続。
  - 10月17日：江東区議会で専用車両（S-N050号車）を廃車することが報告される[32]。
- 2017年（平成29年）：江東区コミュニティバス事業検討委員会において、コミュニティバス事業継続を決定。
- 2018年（平成30年）10月：2代目専用車両として中型ノンステップバス（S-D513号車）を導入。
- 2020年（令和2年）4月1日：交通系ICカードの利用を開始[33]。
- 2024年（令和6年）4月1日：豊洲ルートの実証運行を開始。
- 2025年（令和7年）3月31日：豊洲ルートの実証運行を終了（予定）。

運賃・乗車券類
運賃は都営バスの一般路線とは異なり、小学生以上は100円均一（未就学児は無料）である。東京都交通局発行の一日乗車券類、定期券（都バスフリーカード）、都営交通無料乗車券（福祉乗車証）、東京都シルバーパスは利用できない。
また運行開始時よりバス共通カードに未対応で。2007年のPASMOサービス開始後も交通系ICカードには対応していなかった。区民からも交通系ICカード対応の要望が寄せられており、2020年4月1日からPASMO・Suicaなど交通系ICカードが利用できるようになった。
専用車両

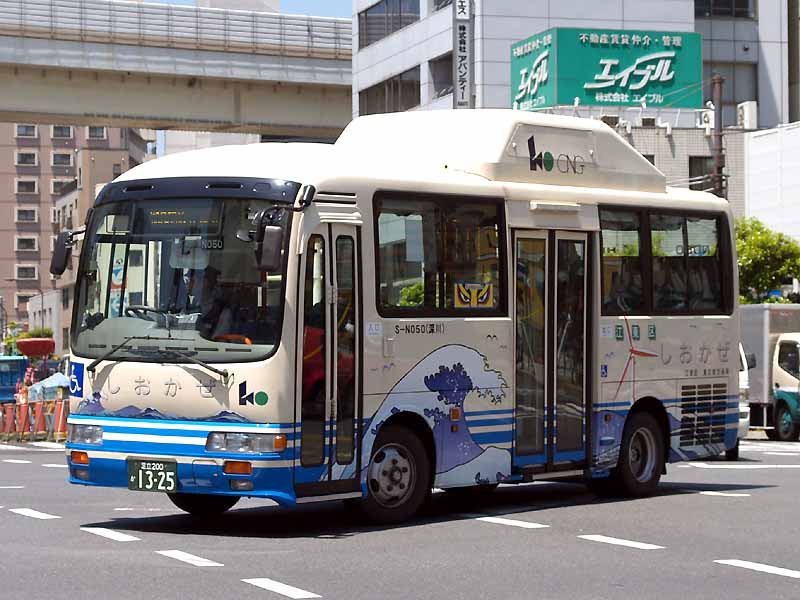
初代「しおかぜ」初代専用車 (S-N050)
日野・リエッセ CNG車
2007年5月21日、江東区木場5丁目にて撮影

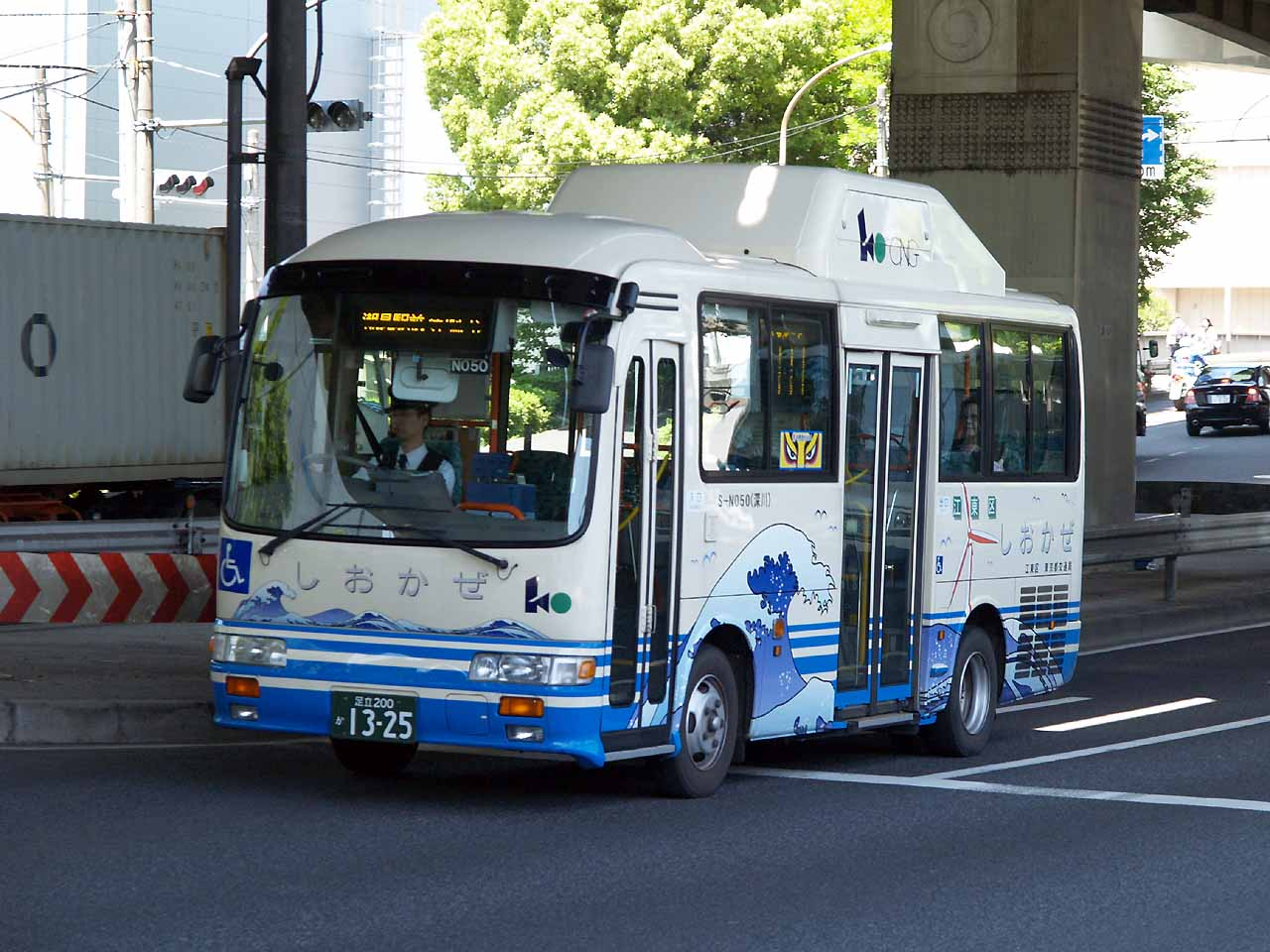
初代「しおかぜ」専用車両 (S-N050)
2007年5月21日、江東区塩浜にて撮影

「しおかぜ」専用車両は江東区が所有し、実際の運行は東京都交通局に委託する形を取っている。
2005年の本格運行への移行に伴い、専用車両として日野・リエッセのCNG車を1台購入した（局番：S-N050、2005年式、PB-RX6JFAA改）。中扉に車椅子用リフトを装備したステップリフトバスである。この車両は、都営バスの路線バス車両として新製配置された最後のツーステップバスとなった。また都営バスに導入された唯一のリエッセでもある。CNG改造はフラットフィールドが手掛けた。
初代専用車の故障・点検時は、LED表示器を装備するノンステップ車が代走していた。
2016年8月5日、初代専用車両のS-N050号車が、回送中に対向車と正面衝突する交通事故を起こして自走不能となった。リエッセは2011年8月に製造終了しており部品調達が困難なこと、もともと経年による車両更新を検討していたことを理由として、当該車両は同年10月17日の江東区議会で廃車とすることが報告され、翌11月に除籍されている。
この事故を受け、同日の江東区議会でコミュニティバス事業を担当する江東区土木部交通対策課は、今後コミュニティバス「しおかぜ」のあり方について検討する予定であること、2018年度までは都営バス車両により「しおかぜ」の運行を継続する予定であることを報告した。また都営バスの一般路線バス用車両を使用するにあたっては、江東区コミュニティバスであることが利用者にわかるようラッピングを施すこととし、車両の経費とラッピング費用については東京都交通局が全額負担することで合意したと報告した。
初代専用車の事故廃車後は、同営業所所属のハイブリッドノンステップバスである日野・ブルーリボンシティハイブリッド（局番：S-V297）を代替の専用車として運行していた。ICカードリーダーを撤去した上で、車体側面と後面に「江東区コミュニティバス しおかぜ」の文字と「KOTO CITY in TOKYO スポーツと人情が熱いまち」のハート型のロゴマークを描いたパートラッピングを施して使用していた。
2017年に「江東区コミュニティバス事業検討委員会」で事業継続が決定したため、2018年度に専用車両の購入契約を行い、同年10月に2代目専用車両としていすゞ・エルガミオ（局番：S-D513、2018年式、2KG-LR290J3）が納車された。これは都営バスでは初となる2代目エルガミオの導入となった。
江東区では、専用車両を小型車から中型車へサイズアップした理由として、小型車（日野・ポンチョ）と中型車で車両価格やランニングコストがあまり変わらないため、費用対効果が高いと判断したこと、「しおかぜ」の利用者に高齢者が多いため座席定員が多く取れる中型車を選んだこと、「しおかぜ」の利用者が増加しており、ルートに2020年東京オリンピックの会場付近も含まれるためさらなる増加が見込まれることなどを挙げている。
2代目専用車の車体デザインは、区が用意したいくつかのデザイン案のうちから、「しおかぜ」沿線の区立小学校3校の6年生が投票して選定された。新デザインは同じく海や水辺をモチーフとしながらも、和風の初代車両と大きく雰囲気が異なったものとなった。江東区の観光キャラクター「コトミちゃん」のイラストと「水彩都市・江東 SHIOKAZE」のロゴが描かれている。局番「D513」は「コトミ」の語呂合わせで、ナンバープレートも希望ナンバーで、当初は「足立230い ・513」だったが、江東ナンバー導入直後に「江東210あ 51-03」に変更し、なおかつ東京ゲートブリッジの図柄が入ったナンバープレートに変更された。

## 移管系統

### 都03系統 「グリーンアローズ」

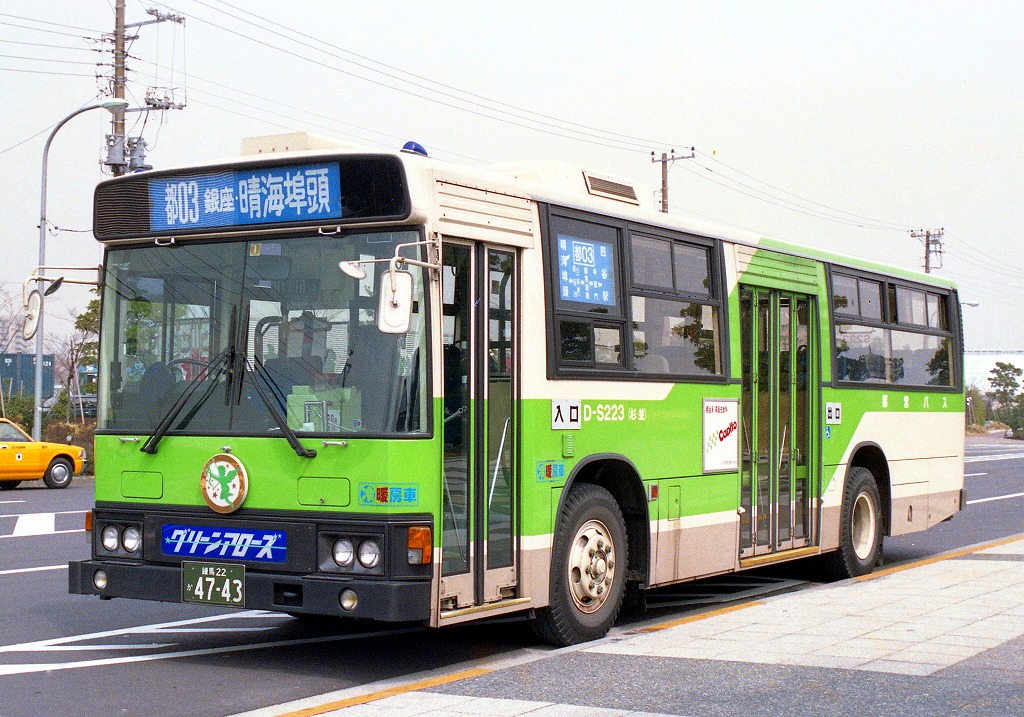
杉並時代の都03系統 (D-S223)

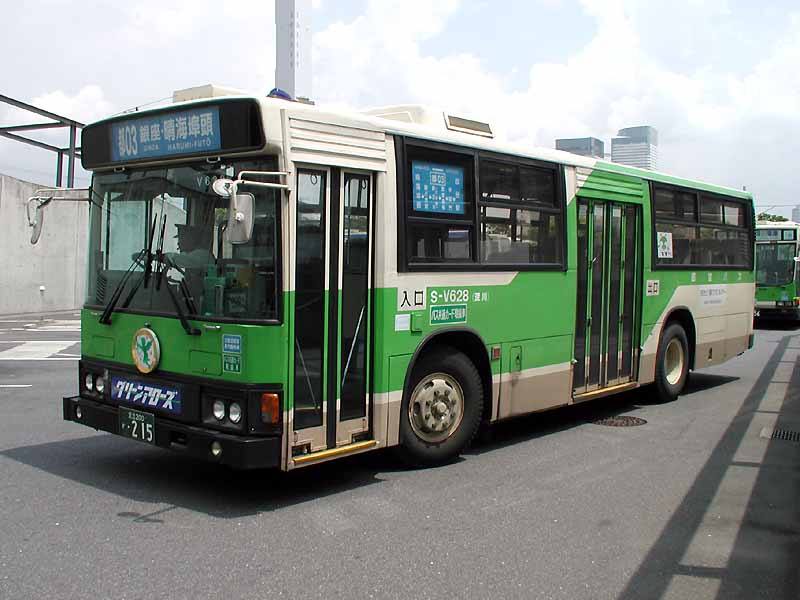
深川時代の都03系統 (S-V628)

- 都03：四谷駅 - 半蔵門  - 三宅坂 - 警視庁前 - 日比谷 - 銀座四丁目 - 勝どき駅 - 晴海埠頭

2000年12月12日の路線短縮（新宿駅西口 - 四谷駅間を廃止）と同時に杉並営業所（現・杉並支所）から移管された路線である。その後、2012年4月に港南支所へと移管、都市新バス系統としては初のはとバス委託路線となった。

### 海01系統
- 海01：門前仲町 - 豊洲駅 - 有明テニスの森 - お台場海浜公園駅 - フジテレビ - 日本科学未来館前 - テレコムセンター駅 - 東京テレポート駅
  - 2022年（令和4年）4月1日：海01系統の共管を解消、有明営業所単独運行となる。

### 虹01系統
- 虹01：浜松町駅バスターミナル - 浜松町駅前 - 竹芝桟橋 -（レインボーブリッジ）- お台場海浜公園駅 - フジテレビ前 - 船の科学館駅 - テレコムセンター駅
- 虹01：浜松町駅バスターミナル - 浜松町駅前 - 竹芝桟橋 -（レインボーブリッジ）- お台場海浜公園駅 - フジテレビ前 - 船の科学館駅 - テレコムセンター駅 - 東京ビッグサイト
- 虹01：浜松町駅バスターミナル - 浜松町駅前 - 竹芝桟橋 -（レインボーブリッジ）- お台場海浜公園駅 - フジテレビ前 - 船の科学館駅 - テレコムセンター駅 - 国際展示場駅

新交通ゆりかもめの補完路線。主管は港南支所であったが、1998年2月から深川営業所も一部を担当していた。しかしはとバス委託に伴い撤退した。その後2013年4月に廃止、ケイエム観光バスのkmフラワーバスへと引き継がれたが、これも乗客が伸びず2017年5月31日限りで廃止された。

### 波01系統
- 波01：東京テレポート駅 -（←シンボルプロムナード公園/東京国際クルーズターミナル駅→）- 環境局中防合同庁舎 - 中央防波堤（港南支所→品川営業所と共管）

2006年（平成18年）4月開設。有明営業所へ移管の為、2020年（令和2年）3月30日付で撤退した。

### 夢01・錦18・急行05系統
- 夢01：錦糸町駅 - 西大島駅 - 境川 - 夢の島 - 新木場駅（休日のみ）
- 錦18：錦糸町駅 - 西大島駅 - 境川 - 夢の島 - 新木場駅（平日のみ）
- 急行05：錦糸町駅 - 西大島駅 - 境川 - 夢の島 - 新木場駅 - 東京ビッグサイト東棟 - 東京テレポート駅（土曜・休日のみ）

夢01系統は休日のみ運行のホリデー路線として1990年3月に運行を開始。のち2000年12月にお台場まで延長のうえ土曜・休日運行の急行05系統に変更、その後夢01系統と同経路で平日のみ運行の錦18系統が2002年12月に開通した。2系統とも2005年4月に江東営業所に移管、その後急行05系統はお台場地区の経路変更を経て現在は日本科学未来館発着となっている。

### 亀21系統
- 亀21：亀戸駅 - 江東ろう学校（現・城東特別支援学校）- 大島駅 - 北砂七丁目 - 亀高橋 - 旧葛西橋 - 袖ヶ浦 - 南砂六丁目 - 東陽町駅

1974年（昭和49年）5月に開通。この系統は過去に深川・江東営業所の間で何度か移管されている。当初は深川営業所が担当したが、その後江東→深川の順で移管され、2000年（平成12年）12月には江東営業所の担当に落ち着く。

第2期深川所管時代には大島駅で都営バスと都営地下鉄との普通運賃において、乗継割引実証試験が1年間試行されていた。

### 門21系統
- 門21 : 東大島駅 - 亀高橋 - 豊住橋 - 東陽町駅
- 門21 : 東大島駅 - 亀高橋 - 豊住橋 - 東陽町駅 - 木場駅 - 冬木 - 門前仲町

営団地下鉄有楽町線新木場開業と同時の1988年（昭和63年）6月8日付で運行開始。名目上は東21系統の代替として設定された系統である。当初は本営業所の管轄だったが、1990年7月の葛西営業所との共管化を経て1993年3月に撤退。現在は臨海支所が担当している。

### 木11乙系統
- 木11乙 : 東陽町駅 - 新砂二丁目 - 新東京郵便局 - 潮見駅

京葉線の潮見駅開業に伴い1990年3月に運行開始、2009年4月にはとバス委託で臨海支所に移管。なお、木11甲系統は引き続き深川営業所が担当している。

## 廃止系統

### AL02系統
- AL02：豊洲駅 → 豊洲一丁目公園 → 豊洲駅

アクセスラインバスの第2弾として2000年12月に運行開始、豊洲周辺の住宅から豊洲駅を結ぶバスである。この系統は大人運賃が100円であった。
2004年4月に前述の豊洲01系統と変わるように運行を終了した。

### 海02系統

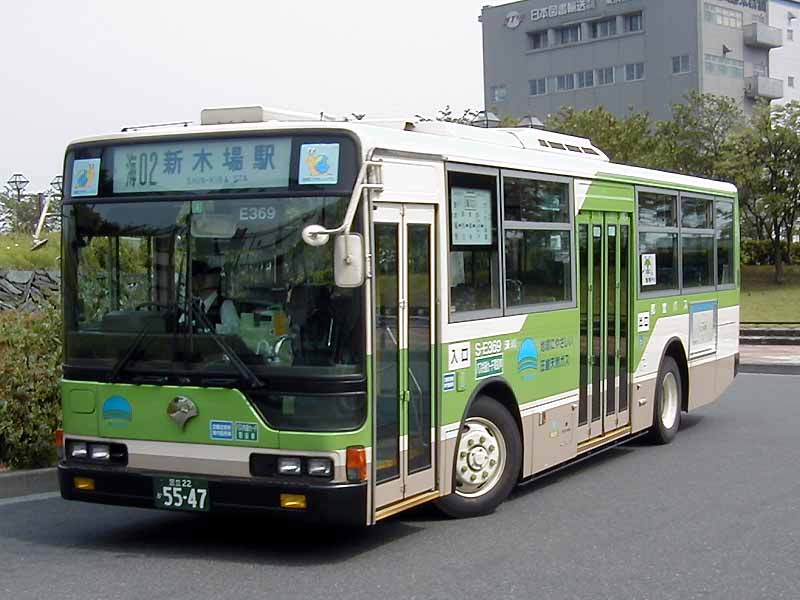
2000年当時の海02 (S-E369)

- 海02：国際展示場駅 - フェリー埠頭入口 - 東京港フェリーターミナル
  - 1985年7月20日：東陽町駅 - 夢の島 - 辰巳橋 - フェリー埠頭南ターミナル（→東京港フェリーターミナル）間として開設する。[39]
  - 1988年6月8日：地下鉄有楽町線開業に伴い、一部経路変更。[40]
  - 1988年12月1日：JR京葉線開業に伴い、東陽町駅 - 新木場駅間を短縮する。[41]
  - 1996年3月30日：東京臨海高速鉄道臨海副都心線（りんかい線）開業に伴い、国際展示場駅経由に変更する。
  - 1996年6月23日：経路変更を実施。[42]
  - 2001年8月1日：新木場駅 - 国際展示場駅間を短縮する。[42]
  - 2003年3月31日：廃止。[43]

有明埠頭からのオーシャン東九フェリー（東京 - 新門司）、マルエーフェリー（東京 - 那覇）利用者、港湾勤務者のために開設された路線。フェリー埠頭に一番近い駅から運行するため、京葉線や臨海副都心線（りんかい線）の開通に併せて順次路線を短縮して運行したが、フェリー路線の縮小などにより利用客が減少し、他系統の「フェリー埠頭入口」より代替できる事などから廃止された。
系統廃止後の東京港フェリーターミナルへのアクセスについては、フェリー会社が国際展示場駅から有料の送迎ワゴンを設定して対応していたが、2021年12月20日にジェイアールバス関東が東京駅〜東京港フェリーターミナル線を開設したことにより、国際展示場駅 - 東京港フェリーターミナル間の路線が事実上復活することとなった。

### 海03系統
- 海03：東京テレポート駅 - 環境局中防合同庁舎
  - 1996年9月1日：東京テレポート駅 - 清掃局庁舎（→環境局中防合同庁舎）間を新設する。[44]
  - 2003年3月31日：廃止。[43]

中央防波堤内側埋立地（現：海の森）にある清掃局への交通手段として開設された。当時の中央防波堤埋立地は清掃局を除けば何もなかったため、平日・土曜・祝日の朝夕と日曜の朝の2本に偏った運行となっていた。2003年に廃止され、代替として東京テレポート駅とタイム24を結ぶ送迎バスの一部を環境局経由に改めて対応していた。2006年4月より波01系統を開設し、本路線とほぼ同一区間を結んで中央防波堤地区へ乗り入れる路線を復活させた。

### 深夜05系統
- 深夜05：東京駅南口 → 銀座四丁目 → 晴海三丁目 → 豊洲駅 → 辰巳駅 → 深川車庫
- 深夜05：東京駅南口 → 銀座四丁目 → 晴海三丁目 → 豊洲駅 → 東雲都橋 → 深川車庫
- 深夜05：東京駅南口 - 銀座四丁目 - 晴海三丁目 - 豊洲駅

2003年4月1日に廃止されたが、最終運行日は3月31日だった。その後、都05系統基本の深夜バスとしては、2017年4月には深夜13系統として14年ぶりに復活した。

### 東12系統

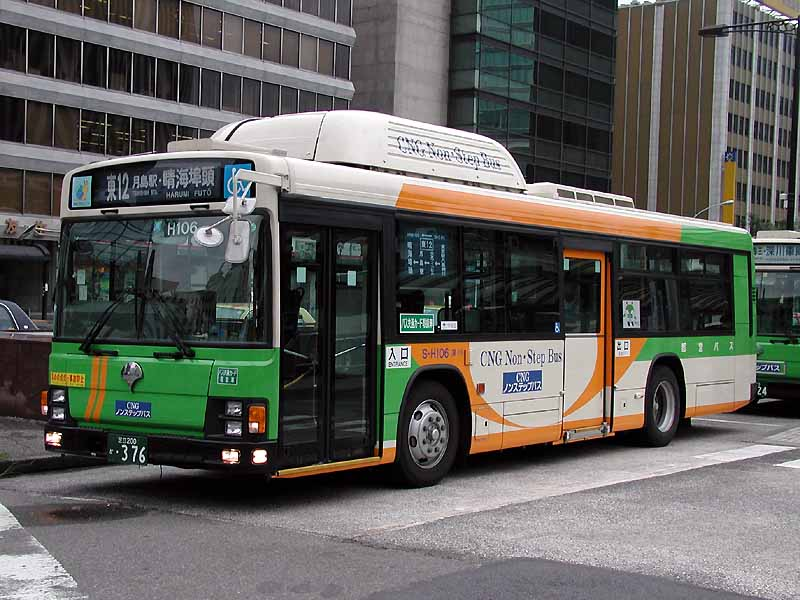
中央区から譲渡されたノンステップ車 (S-H106)

- 東12：東京駅八重洲口 - リバーシティ21 - 月島駅 - 晴海トリトンスクエア - 晴海埠頭[7]
  - 2001年（平成13年）8月1日：路線を新設[46][47]。
  - 2012年（平成24年）4月1日：路線を廃止[48]。

中央区と交通局間の「新規バス路線運行に関する協定書」に基づき新設された。晴海埠頭の東京国際見本市会場跡地に建設された「ほっとプラザはるみ」などへのアクセスとしての設定で、本路線開通後に中央区からCNGノンステップバスが無償で譲渡され、都営バスの路線で最初にバリアフリー車率100%を達成した。この車両自体は他の同型車と同じいすゞ・エルガで、中央区のマークが控えめに貼付されている以外は一般車と変わらない（ただし細部の仕様は異なる）。従って都05系統など深川営業所所轄の他路線で使用される機会も多い。
また、交通局と中央区の協定ではノンステップバスであれば譲渡車以外の車両で運行されても構わないとされているため、本路線に中央区からの譲渡車以外のノンステップバスが使用されることもある。ただし、臨時便にはこの規制はないため、東京湾大華火祭開催時の増発便では現在は廃車された一般ツーステップ車が入ることもあった。
本路線の新設に伴い、経路がほぼ重複する東16系統の東京駅 - 住友ツインビルを運行する区間便の一部が本路線に振り替えて延長される形となった。
協定書の期限終了の後、2012年4月1日に当路線は廃止された。廃止後は東16折返が新設され一部便が振り替えられたが、東12沿線の住民からの不満は多く、2015年（平成27年）には中央区議会で『都バス「東12」路線廃止により生じた日常生活の不便の解消を求める請願』が採択された。東12系統の廃止後、中央区購入車は深川所属の他車と共通で運用されたが、後に全車が臨海支所へと転出している（2014年度に代替廃車）。
東京駅八重洲口 - 月島駅間が東16系統と同経路であった。

### 里12系統
- 里12：晴海埠頭 - 晴海三丁目 - 豊洲埠頭（現・豊洲駅） - 枝川 - 枝川二丁目終点 - 木場駅 - 白河 - 菊川 - 立川 - 緑三丁目 - 本所吾妻橋 - 言問橋 - 隅田公園 - 西浅草三丁目 - 下谷二丁目 - 鶯谷駅 - 日暮里駅

1963年7月に33（→業10）系統から分割されて発足したが、1976年10月に廃止となった。なお、業10系統は現在も運行されている。

### 橋14系統
- 橋14：深川車庫 - 東雲都橋 - 東雲一丁目 - 豊洲埠頭（現・豊洲駅） - 晴海三丁目 - 勝どき橋南詰 - 銀座四丁目 - 新橋（20：00以降←新橋駅）

1953年3月に47系統として設定された路線で、当初は東雲都橋までの運行だったが、1971年に深川車庫へ延長された。1972年の系統番号整理で橋14系統となる。
新橋では業10系統と同じく、夜間の20時以降は数寄屋橋交差点での右折の関係で乗用車の右折が可能となり、右折車の渋滞が起きることから新橋駅前の停留所から出発し銀座通りを走る経路をとっていた。
1988年6月の有楽町線新木場延伸に伴う改編により廃止、業10系統の出入庫便に統合された。

### 深夜14系統
- 深夜14：東京駅八重洲口 - リバーシティ21 - 月島駅 - 豊洲駅 - 東雲都橋 - 深川車庫前

東16系統の深夜バスとして2017年4月1日運行開始。2022年3月31日をもって運行休止。

### （旧）東16系統・都04系統

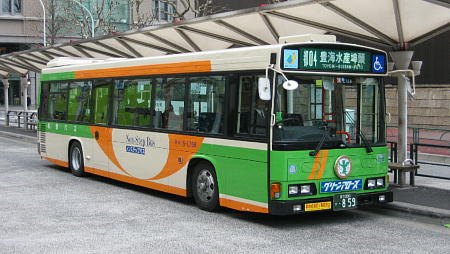
深川時代の都04系統

- （38→）東16：東京駅南口 - 有楽町駅 - 銀座四丁目 - 築地 - 勝どき三丁目 - 新島橋 - 勝どき五丁目（朝夕のみ運行）
- （銀16→）都04：東京駅南口 - 有楽町駅 - 銀座四丁目 - 築地 - 勝どき三丁目 - 新島橋 - 豊海水産埠頭
- （銀16→）都04：東京駅南口 - 有楽町駅 - 銀座四丁目 - 築地 - 勝どき三丁目 - 新島橋 - 勝どき五丁目 - 豊海水産埠頭（朝夕のみ運行）

1952年に開通した路線で、当初は新宿営業所（現・新宿支所）が担当だった。その後深川営業所の開設による移管を経て1982年12月に渋谷営業所所管だった銀86系統と統合、銀16系統となり同時に江東営業所へ移管、勝どき五丁目経由便も存続した。その後、都市新バス化を経て2003年（平成15年）4月に深川営業所へ移管されたが、2009年（平成21年）4月1日に江東営業所に再移管された。この際、勝どき五丁目経由便が廃止となっている。

現在、豊海→勝どき五丁目→勝どき駅にかけての区間には中央区コミュニティバス「江戸バス」の南循環が運行されている。

### 東17系統
- 東17：東京駅八重洲口 - 新川二丁目 - 湊三丁目 - （←佃大橋）- 月島駅 - 越中島 - 都立三商 - 豊洲駅 - 枝川 - 潮見駅
  - 1958年以前：19系統・豊洲埠頭 - 東京駅八重洲口間を急行運転で開業。朝夕のみの運行。
  - 1965年2月1日：佃大橋経由となり、9系統と改番。
  - 1967年9月1日：枝川二丁目終点 - 東京駅八重洲口間に延長。
  - 1990年3月10日：枝川二丁目 - 潮見駅間を延長する。
  - 2000年12月12日：廃止。[44]

東京駅〜都立三商で急行運転（主要停留所のみ停車）を行い、隅田川を佃大橋で渡る路線であった。東京駅 - 豊洲駅間を結ぶ路線としては晴海三丁目経由の東15系統に対して所要時間が短く、通勤対策の意味合いが強い路線であったが、1993年に主要区間が重複しながらより速達性が高い東16系統（開設当時は東15乙系統の延長扱い）が新設された事、独自性の強い越中島・潮見両駅付近の経路も、大半が京葉線両駅の徒歩圏であるなどの理由から必要性が薄れ、2000年12月の路線再編で廃止された。
単独区間のうち都立三商 - 豊洲一丁目 - 豊洲駅間は、同時に行われた門19系統の経路変更（豊洲一丁目経由に）により経由便の消滅が避けられ、その結果豊洲一丁目地区の利便性が大幅に向上した（朝夕のみの東17系統時代に比べ、門19系統では日中も毎時2回運行されている）。

### 東15丙・東18系統
- 東18：東京駅丸の内南口 - 有楽町駅 - 銀座四丁目 - 築地 - 勝どき二丁目 - 新佃島（現・月島駅） - 越中島 - 門前仲町
- 東18乙→東15丙：東京駅丸の内南口 - 有楽町駅 - 銀座四丁目 - 築地 - 勝どき二丁目 - 豊洲埠頭（現・豊洲駅）- 有明テニスの森

終戦時から月島三丁目 - 東京駅間が存在していた路線だが、1988年6月の有楽町線新木場延伸時に廃止。東18乙系統は東15系統に編入のうえ東15丙系統となるが、これも1988年12月1日に廃止となった。

### 東19系統
- （19→）東19：有明町二丁目 （→新都橋、現在の有明一丁目付近） - 有明二丁目 - 東雲都橋 - 深川車庫入口 - 豊洲埠頭 - 枝川 - 越中島 - 門前仲町 - 佐賀一丁目 - 永代橋 - 新川一丁目 - 茅場町 - 兜町 - 江戸橋 - 日本橋 - 丸の内一丁目 - 東京駅丸の内南口
- （19→）東19：豊洲鉄鋼埠頭 - 豊洲火力発電所前 - 石炭埠頭入口 - 豊洲埠頭 - 門前仲町 - 永代橋 - 茅場町 - 日本橋 - 丸の内一丁目 - 東京駅丸の内南口
- （19→）東19：深川車庫 - 東雲都橋 - 深川車庫入口 - 豊洲埠頭 - 門前仲町 - 永代橋 - 茅場町 - 日本橋 - 丸の内一丁目 - 東京駅丸の内南口

19系統として1946年（昭和21年）5月20日に運行を開始した路線。1963年（昭和38年）4月10日には朝夕のみ運行の豊洲鉄鋼埠頭発着便が、1969年（昭和44年）4月15日には深川車庫発着便がそれぞれ設定された。その後1976年（昭和51年）10月10日に門前仲町までに短縮、現在の門19系統となる。豊洲鉄鋼埠頭発着便は1982年（昭和57年）12月26日に廃止となった。

### 東21系統
- 東21：北砂七丁目 - 亀高橋 - 旧葛西橋 - 袖ヶ浦 - 日曹橋 - 東陽町駅 - 木場駅 - 門前仲町 - 永代橋 - 八丁堀 - 鉄砲洲 - 聖路加病院 - 築地三丁目 - 銀座四丁目 - 有楽町駅 - 東京駅丸の内南口

以前27系統（北砂町5丁目 - 木場3丁目 - 明石町 - 銀座4丁目 - 東京駅南口）として運行されてきた路線である。1988年6月の有楽町線新木場延伸時に廃止となった。本系統の代替という名目で門21系統が設定されたほか、東陽町駅から北砂七丁目にかけては亀21系統が現在も運行されている。

### 銀座01系統
| 1993年当時の銀ブラバス (S-X112) |  | 車内 |
| 1993年当時の銀ブラバス (S-X112) |  | 車内 |

- 銀座01（平日）：東京駅八重洲口 - 鍛冶橋通り - 銀座通り（往復） - 日本橋 - 日銀 - 東京駅八重洲口
- 銀座01（休日）：東京駅八重洲口 → 晴海埠頭 → 月島駅 → 東京駅八重洲口

1994年 - それ以前は、平日ルートと同様の東京駅八重洲口 - 銀座八丁目の循環であるが、下記の通り橋86系統と同様に、歩行者天国のための経路が少し違っていた。
中央区からの委託を受け、1992年3月30日から2000年2月まで運行されていた観光客向けの路線。専用車を用い、「銀ブラバス」と名付けられていた（「銀ブラ」とは「銀座をぶらぶら歩く」という意味の俗語）。休日は中央通りで歩行者天国が実施される関係で、平日と休日のルートが異なり、上記のようになっていた。
車両は、日野のセンターアンダーフロアシャーシ に東京特殊車体のオリジナルボディを架装したレトロ調バス。最後尾にはデッキを備え、座席には液晶テレビを備えていた が、東京国際見本市会場の閉鎖（東京国際展示場への移転、1996年）による需要の落ち込みに加え、都営地下鉄大江戸線の全通でさらなる減少が見込まれ、広告収入の減少で赤字が増えたことから廃止された。
運行廃止後、車両は山形県東根市と岡山県玉野市に譲渡された。しかし両市ともに運行は長続きせず、玉野市では譲渡1年後にはおもちゃ王国に移管された。東根市では山形空港の連絡シャトルバスとして使われた が、2003年に車検切れとなった。

## 車両
- 指定車種：いすゞ自動車
- 音声合成：ネプチューン→レゾナント・システムズ

いすゞ車は、1995年度までCNG車やリフト車を除き富士重工業（現：SUBARU）製車体が指定されていたが、同社のバスボディ製造撤退後は純正ボディであるいすゞバス製造→ジェイ・バス製の車両が導入されている。現在はいすゞと日野を中心に三菱ふそうとUDトラックスからなる4メーカーすべてを保有している。以前はいすゞのシリーズ式ハイブリッド車（EHCK480型）をはじめ、銀座地区の観光路線だった日野製の銀座01系統（銀ブラバス）専用車も配置されていた。
CNG車は1994年度のA代ツーステップ車が、いすゞ製とUD製で導入されたのが最初で、以降はいすゞを中心にUDと三菱ふそうの車両が導入されてきた。このうちのS-A476号車は南千住営業所から転入した元「グリーンリバー」専用車で、かつ日本初のCNGバスでもある。

大規模な車両工場を併設する営業所であるうえ、車両整備工場の小規模化が行われた後は、都営バスで1台しかいないような希少車など当営業所にしか在籍しない車種も多く、三菱ふそう・エアロスターCNGのツーステップ車であるS-E369・370号車や、日野・ブルーリボンCNGノンステップバスのS-F463号車、しおかぜ専用車の日野・リエッセCNG車（S-N050号車）なども在籍していた。
北営業所がCNG設備の使用を中止した際には、F463号車とともにフルフラットノンステップCNG車であるUD製のKC-UA460KAM改（F448号車。富士重工業製17Eボディ架装）が転属して注目を集めた。これは上記の通りかつていすゞ/富士重工業製の車両が指定されていたことと、深川営業所でこのS-F448号車が最後の富士重工業製ボディ車になった（2013年現在）ことである。CNG車ということでKC-の記号を持つ車両が使えるので、西武バスや関東バス、京王バス東などで同形式のディーゼル車が皆無となった後も、新宿支所の同形式であるC-F445 - 447号車（これらもF448号車とともに北営業所に配置されていた）とともに注目を集める存在だったが、2013年（平成25年）8月にF代の富士重工業製のUAノンステは全車が除籍された。後にCNG車はしおかぜ用のリエッセを除き、全車が臨海支所などに転出した。
東12系統の項の通り、S-H100 - 106号車は中央区が購入し都営バスに譲渡する形の車両となっている。この車はH代でも先行投入車に当たるため、前面の車番札がF代以前と同じ大型のものになっている（同年は三菱ふそう車も大型タイプ）。側面方向幕の下に中央区のロゴマークの入ったシールがある。長年、本用途である東12系統に多く充当されたが、2012年（平成24年）3月31日に路線が廃止されると運用上の制約はなくなり、その後ほかのCNG車とともに臨海支所に転出した。
このほかにも日野・ブルーリボンシティハイブリッドが在籍する。X代のいすゞ・エルガハイブリッドも4台が配置されていたが、2017年2月に青戸と臨海支所へと転出している。このほか、UD・スペースランナーRAのP代車も3台が在籍している。スペースランナーは2008年度にもS代が配置されたが、これらは後に早稲田営業所と江戸川営業所に転出した。
方向幕は後面は系統番号と行先のみの表示。都営では基本的に後面には始発地も表示しているが、当所と青梅支所、品川営業所や港南支所などは始発地が表示されていない。さらに深川営業所から移管した江東営業所や臨海支所などの系統も同じく行先だけの表示としている。
かつては降車ボタンを押した際のアナウンスが他の都営バス営業所・支所と異なり、練馬とともに「バスが完全に止まるまでそのままお待ち下さい」となっていたが、現在は他の営業所同様「バスが止まるまでそのままお待ち下さい」に統一されている。
2003年（平成15年）8月、トヨタ・日野による燃料電池自動車FCHV-BUS（S-L111号車）が試験導入され、海01系統を中心に都03・05系統で2004年12月まで運行していた。試験運行終了後はトヨタへ返却され、愛知万博シャトルバスへ改造された。
2009年（平成21年）4月13日 - 4月24日、日野・ブルーリボンシティハイブリッドを改造した非接触給電(IPT)ハイブリッド車（S-T175号車）の実証試験運行が都05系統で行われた。2011年（平成23年）1月31日 - 2月14日にもIPTハイブリッド車の実証実験運行がS-V777号車を使用して都05系統で行われ、後者では深川営業所の他に東京駅と晴海埠頭にも充電コイルが設置された。2011年（平成23年）には更に12月2日 - 12月18日にもS-W777号車を使用して豊洲駅 - 東京ビッグサイト間で行われ、東京ビッグサイトに充電コイルが設置されている。
2014年（平成26年）7月12日には、みんくる誕生15周年特別ラッピング車両（S-R543号車。日野・ブルーリボンII）が登場している。又､同年の9月23日には都営バスのKC代として最後の1台であった日野・ブルーリボンノンステでKC-HU2PMCEのS-F451が最終運用に就き､翌日に除籍された｡これにより､都営バスよりF代が全廃になった｡
2017年（平成29年）には、トヨタ自動車が同年初頭に発売した燃料電池自動車「トヨタFCバス」が2月 - 3月にかけて2台（S-B101、102号車）配置され、同年3月21日より都05系統（東京駅丸の内南口 - 東京ビッグサイト間）で運行を開始した。2021年度に導入されたG175号車は、三菱UFJフィナンシャル・グループからの寄付金で購入したため、同社のラッピングを施し、原則として都05-2系統のみで運行を行っている。

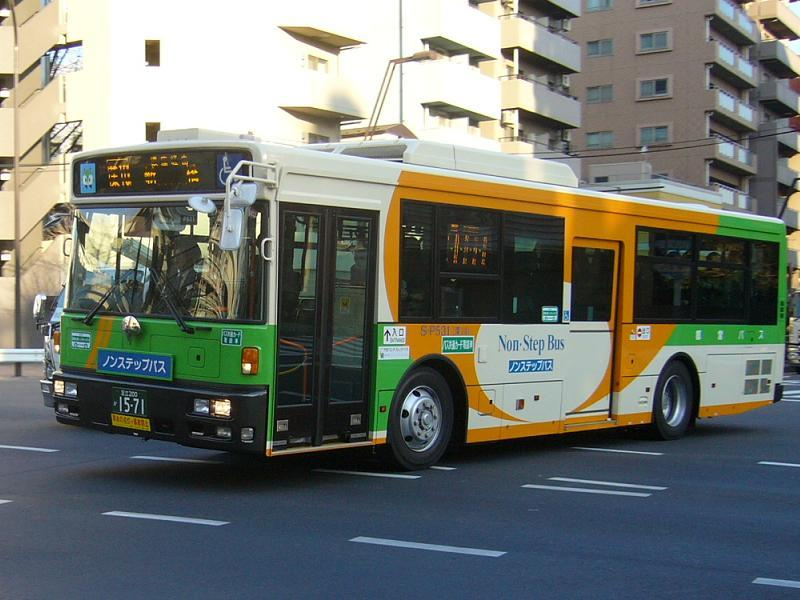
UD製大型ノンステップ車 (S-P531)
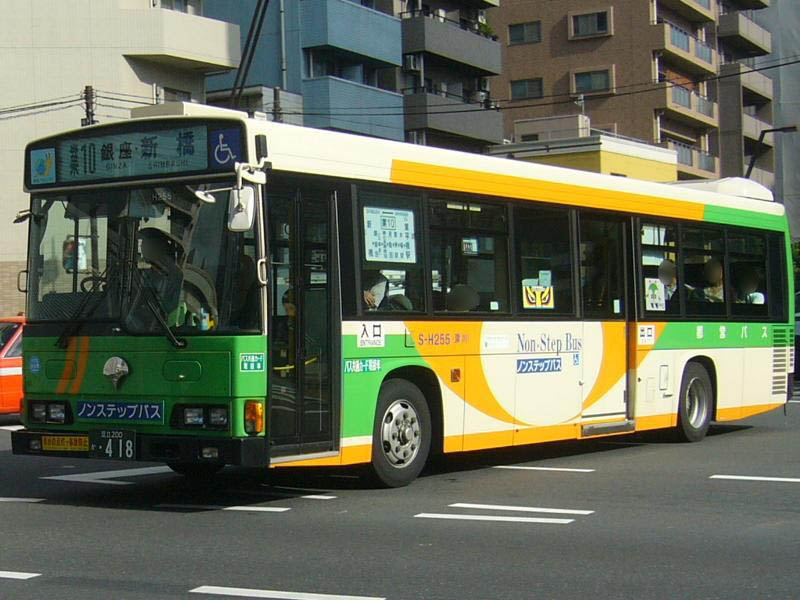
日野製中型ロングノンステップ車 (S-H255)
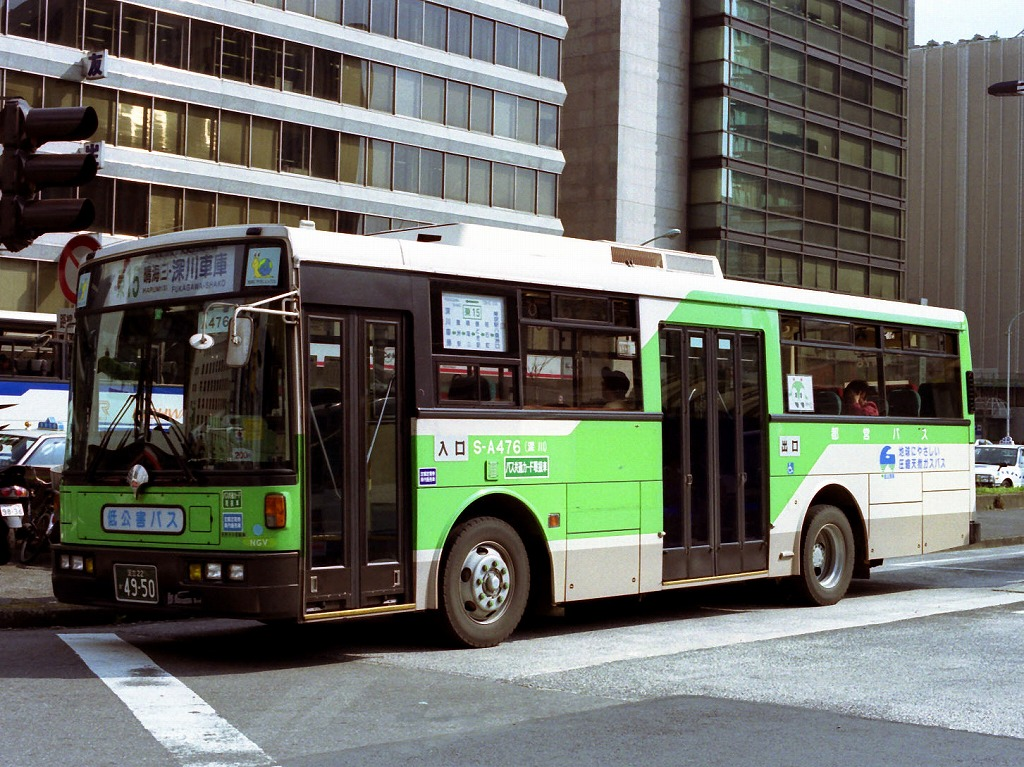
過去の車両：UD製CNGツーステップ車 (S-A476)
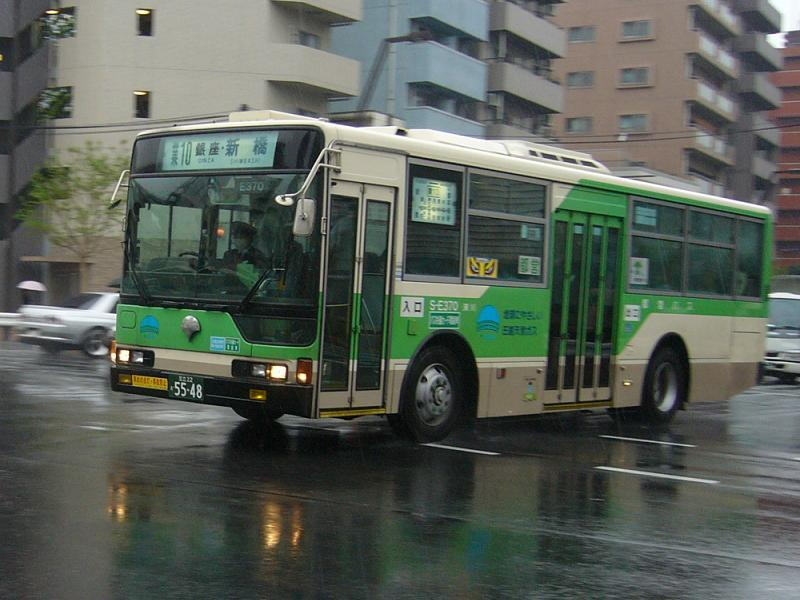
過去の車両：三菱ふそう製CNGツーステップ車 (S-E370)
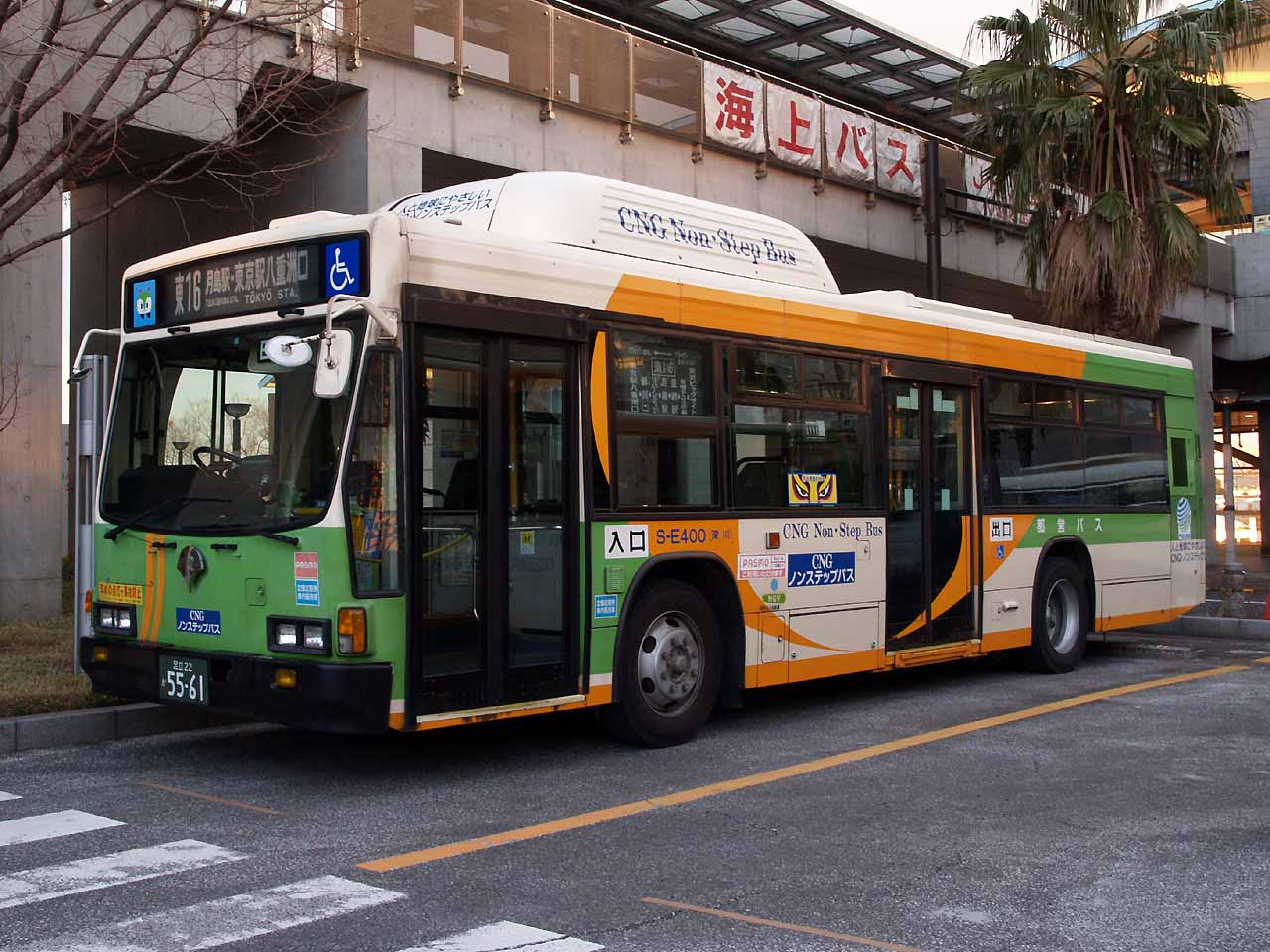
過去の車両：いすゞ製CNGノンステップ車 (S-E400)
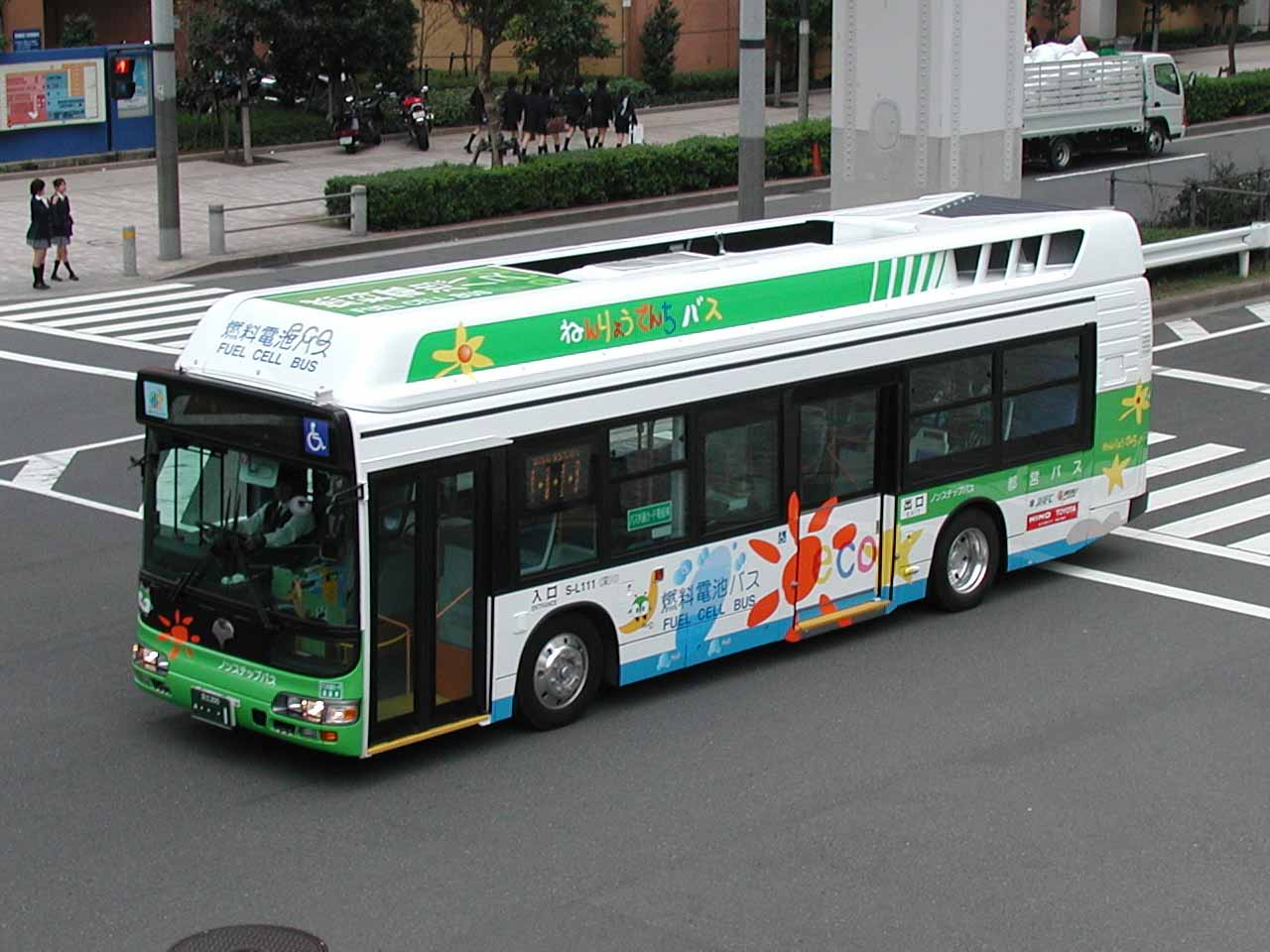
海01でお台場を走るFCHV-BUS (S-L111)
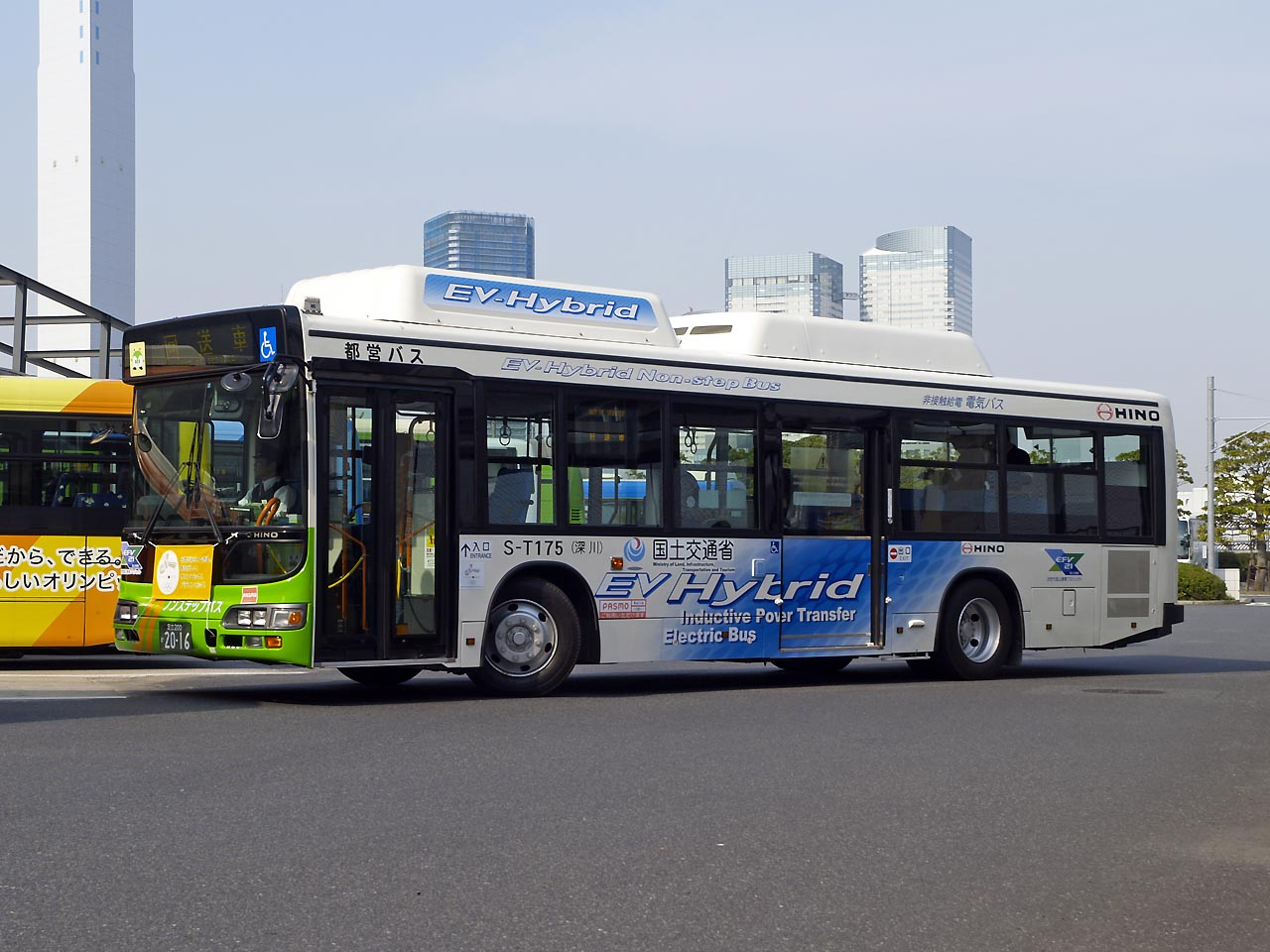
2009年に都05系統で試験運行された非接触給電ハイブリッド車 (S-T175)
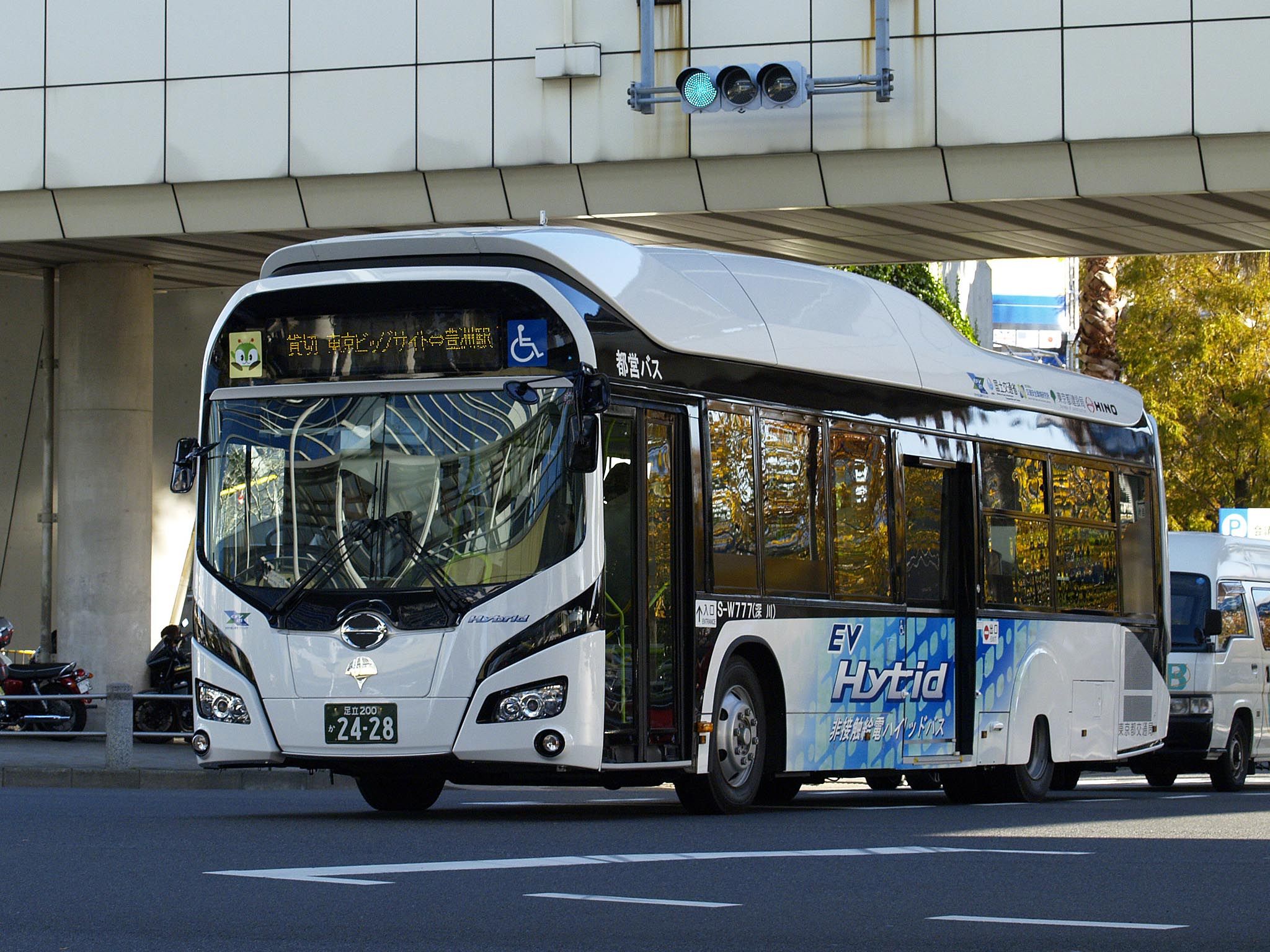
2011年に試験運行された非接触給電ハイブリッド車 (S-W777)